# Casale Monferrato
Casale Monferrato (AFI: [kaˈsale moɱferˈrato]; Casal Monfrà [ˈkaˈz̠ɑl] in piemontese; Casà [kaˈz̠ɒ] in dialetto basso monferrino) è un comune italiano di 32 413 abitanti della provincia di Alessandria in Piemonte.

Posto tra Alessandria e Vercelli, Casale Monferrato è il secondo comune più popolato della provincia, dopo il capoluogo, nonché uno dei centri-zona provinciali in quanto sede dell'ospedale, del polo scolastico superiore e di altri servizi per i cittadini.
Sin da quando divenne municipium romano, la città è stata il centro più importante del circondario; dopo un periodo di decadenza causata dalla caduta dell'Impero romano d'Occidente e dalle invasioni dei popoli barbari, infatti, divenne un libero Comune e dal XV al XVI secolo fu la capitale dei Paleologi. Successivamente divenne dominio dei Gonzaga, che costruirono una delle più grandi e prestigiose cittadelle europee. Contesa nel corso del XVII e XVIII secolo tra francesi e spagnoli, durante il Risorgimento fu uno dei baluardi difensivi contro l'Impero austriaco.

## Geografia fisica

### Territorio

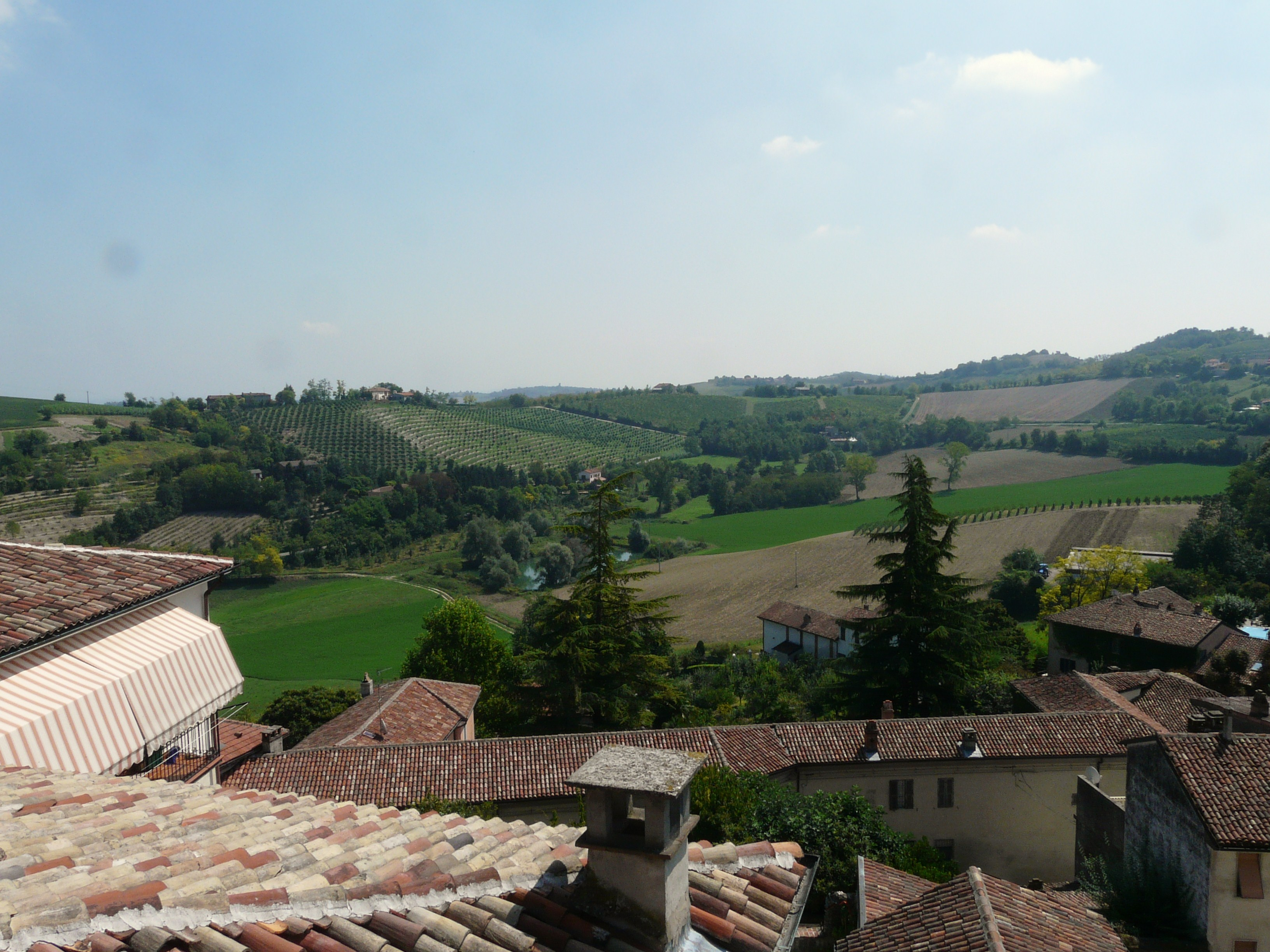
Scorcio del monferrato casalese.

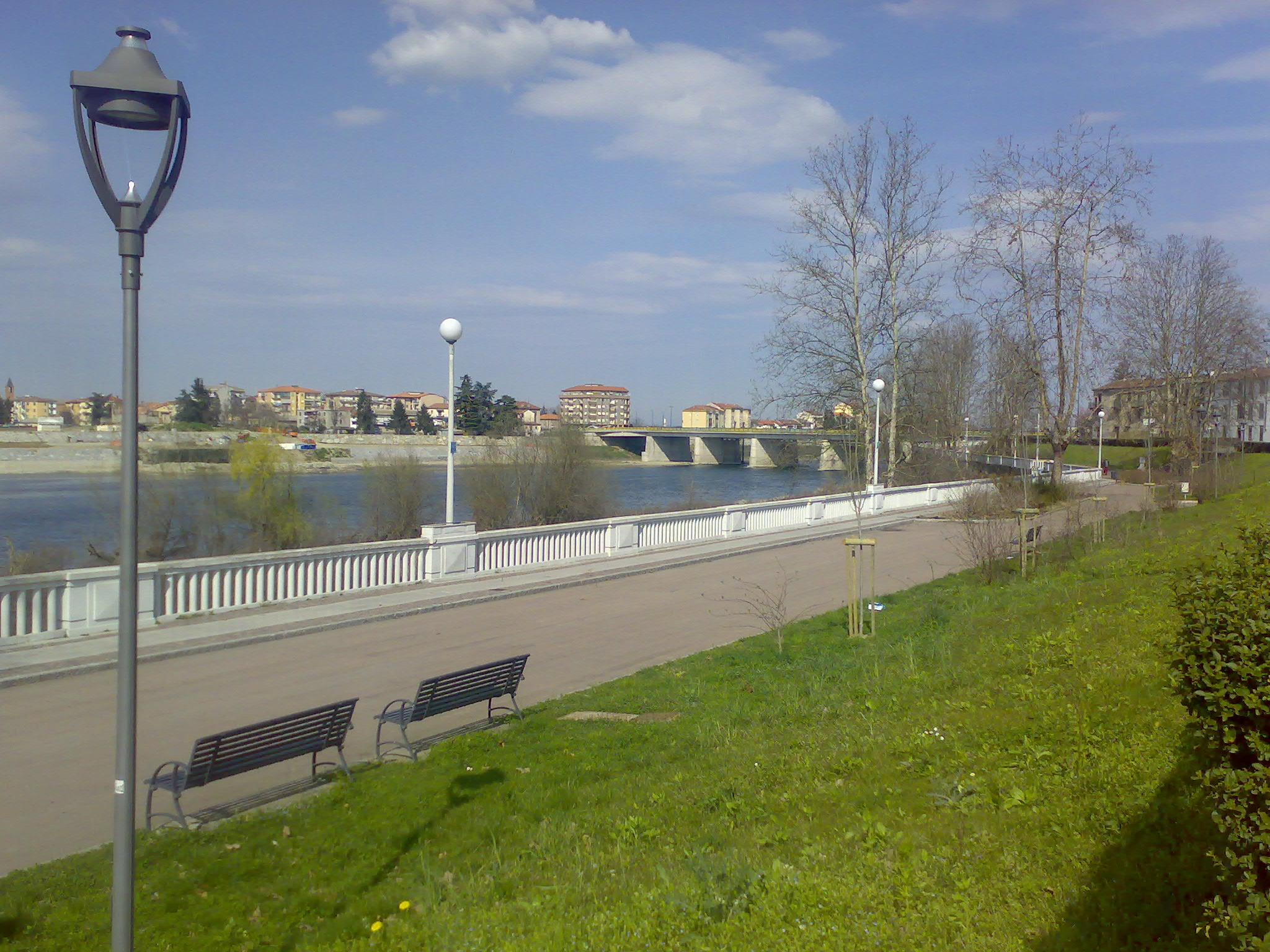
Passeggiata lungo Po nei pressi del centro storico cittadino.

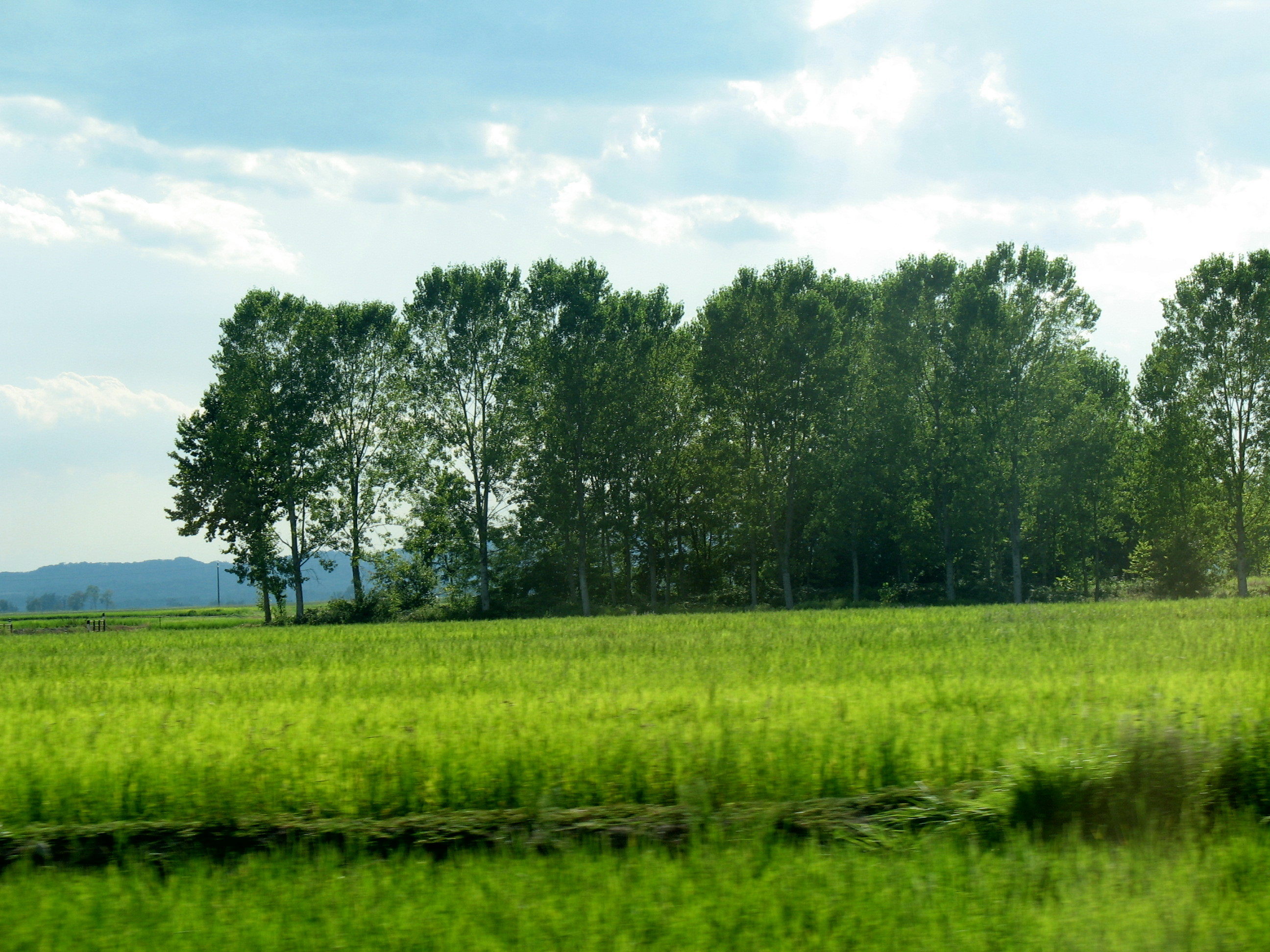
Risaie della zona.

Il comune di Casale Monferrato è esteso 86,32 km² e si estende su un'area pianeggiante situata ai piedi delle colline del Monferrato, celebre regione vitivinicola della quale è considerata la capitale storica. La città inoltre sorge su una posizione favorevole poiché si trova a poca distanza dai capoluoghi di Vercelli, Alessandria, Asti e Novara e all'interno del triangolo industriale.
Secondo la Carta Geologica d'Italia, redatta dal Servizio Geologico d'Italia, il territorio di Casale Monferrato è formato prevalentemente da alluvioni terrazzate ghiaioso-sabbiose o limose, recenti e attuali, dei maggiori corsi d'acqua (risalenti all'Olocene recente), alluvioni sabbioso-ghiaiose fissate dagli alvei abbandonati debolmente sospese ed eccezionalmente esondabili (risalenti all'Olocene medio), residui di alluvioni terrazzate sabbioso-ghiaiose sensibilmente sospese sui corsi d'acqua (risalenti all'Olocene antico); in direzione ovest-sud ovest della città vi è la "Formazione di Casale Monferrato" (risalente all'Eocene medio-inferiore), composta da alternanze di calcari più o meno marnosi, arenarie calcaree fini e arenarie micacee, calcari a Fucoidi e argille plastiche prevalentemente bruno-scure. Sono presenti microfaune ai livelli marnosi (da uno a sei metri di profondità).
- Classificazione sismica:[9] zona 4 (sismicità molto bassa).

### Orografia
Il territorio comunale, sebbene rientri nella Pianura Padana, è situato su una serie di colline di altezza modesta: la casa comunale è posta a 116 m s.l.m., l'altezza minima raggiunta all'interno del territorio comunale è pari a 96 m s.l.m., mentre l'altezza massima registra 299 m s.l.m.

### Idrografia
Il principale corso d'acqua che attraversa il territorio comunale è il fiume Po. Vi sono inoltre altri 2 corsi d'acqua importanti: il canale Lanza e il canale Mellana che attraversano la città, di portata notevolmente inferiore.

### Clima
Secondo la classificazione dei climi di Köppen Casale rientra all'interno del clima temperato a estate calda (Cfa). In base alla media trentennale di riferimento 1961-1990, la temperatura media del mese più freddo, gennaio, si attesta a +0,4 °C; quella del mese più caldo, luglio, è di +22,7 °C. Le precipitazioni si concentrano soprattutto durante la primavera e l'autunno. In inverno possono esserci nevicate, talvolta abbondanti, e frequenti gelate. Viceversa, d'estate l'afa causata dall'alto tasso di umidità può rendere il caldo opprimente. Infine, nei mesi più freddi dell'anno vi sono formazioni di nebbia persistenti anche più giorni.
| Casale Monferrato  | Mesi | Mesi | Mesi | Mesi | Mesi | Mesi | Mesi | Mesi | Mesi | Mesi | Mesi | Mesi | Stagioni | Stagioni | Stagioni | Stagioni | Anno |
| Casale Monferrato  | Gen  | Feb  | Mar  | Apr  | Mag  | Giu  | Lug  | Ago  | Set  | Ott  | Nov  | Dic  | Inv      | Pri      | Est      | Aut      | Anno |
| ------------------ | ---- | ---- | ---- | ---- | ---- | ---- | ---- | ---- | ---- | ---- | ---- | ---- | -------- | -------- | -------- | -------- | ---- |
| T. max. media (°C) | 4,0  | 6,9  | 12,5 | 16,9 | 22,0 | 26,0 | 28,7 | 27,6 | 23,8 | 17,0 | 10,3 | 4,5  | 5,1      | 17,1     | 27,4     | 17,0     | 16,7 |
| T. min. media (°C) | −3,2 | −2,0 | 2,5  | 6,7  | 10,7 | 14,5 | 16,7 | 15,8 | 12,8 | 7,9  | 3,9  | −1,2 | −2,1     | 6,6      | 15,7     | 8,2      | 7,1  |

- Classificazione climatica di Casale Monferrato:[13] zona E, 2815 gradi giorno.

## Storia

### Dalle origini ai romani
I primi abitanti delle terre casalesi furono i Liguri, i quali si insediarono sulle rive del Po.
Erano divisi in tribù: gli Stazielli, gli Insubri, i Libui, i Dutunini, gli Jadatini e i Gabieni.
In seguito si stanziarono i Celto-Galli i quali lasciarono vocaboli usati ancora in epoca moderna nella lingua piemontese.
Vennero successivamente conquistati dai Romani che fondarono un municipium sulla zona dell'insediamento chiamato Vardacate.
Successivamente, il vescovo di Asti sant'Evasio convertì al cristianesimo il borgo, e fondò la chiesa di San Lorenzo (edificata sul luogo dell'attuale cattedrale).

### Dal Medioevo al Rinascimento

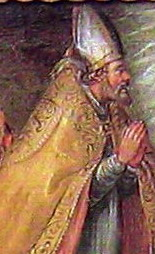
Dipinto di Sant'Evasio

In seguito alle invasioni barbariche e alla fine dell'impero, si stanziarono, sulla zona del municipium, i Longobardi intorno al 568 circa.
Il nome di Casale appare per la prima volta in un documento di donazione del diacono Andrea alla canonica di Sant'Evasio, datato 15 agosto 988. Dopo il 1000 Casale ritornò ad essere popolato e nello stesso tempo iniziò ad assumere un assetto istituzionale tipica di un comune medievale. A partire dalla fine dell'XI secolo, però, iniziarono i contrasti con il comune di Vercelli, che culmineranno nel 1215 con la distruzione di Casale ad opera dell'alleanza tra i comuni di Milano, Vercelli, Asti e Alessandria. Nonostante ciò, il borgo e le mura furono ricostruite in tempi brevi. Alla fine del XIII secolo, diventato un comune abbastanza potente, si offrì l'incarico di Capitano generale prima a Guglielmo VII del Monferrato e successivamente a Matteo Visconti.
All'inizio del XIV secolo, a causa delle contese tra le diverse famiglie comunali, si decise di nominare paciere Teodoro Paleologo, figlio dell'imperatore bizantino Andronico II Paleologo e di Violante di Monferrato, giurandogli fedeltà. Successivamente, intorno al 1352, Giovanni II Paleologo ordinò la costruzione di un castello per rafforzare la precedente cinta muraria; nel 1370 i Visconti occuparono Casale, restituendola a Teodoro II Paleologo (assieme al Monferrato) nel 1404.. Nel 1434 Gian Giacomo Paleologo trasferì la capitale del Marchesato del Monferrato a Casale. Durante il regno di Gian Giacomo gli ospedali cantonali di Casale furono riuniti tutti nell'Ospedale di Santo Spirito e, durante il regno del suo successore Guglielmo VIII Paleologo il borgo conobbe la sua massima fioritura: Casale divenne il centro dell'amministrazione del marchesato, furono aperti numerosi istituti formativi e fondate nuove chiese. Nel 1474, tramite una bolla di Papa Sisto IV, la chiesa di Sant'Evasio fu elevata a Cattedrale, nacque la Diocesi di Casale e il borgo fu elevato a Città.

### L'età moderna

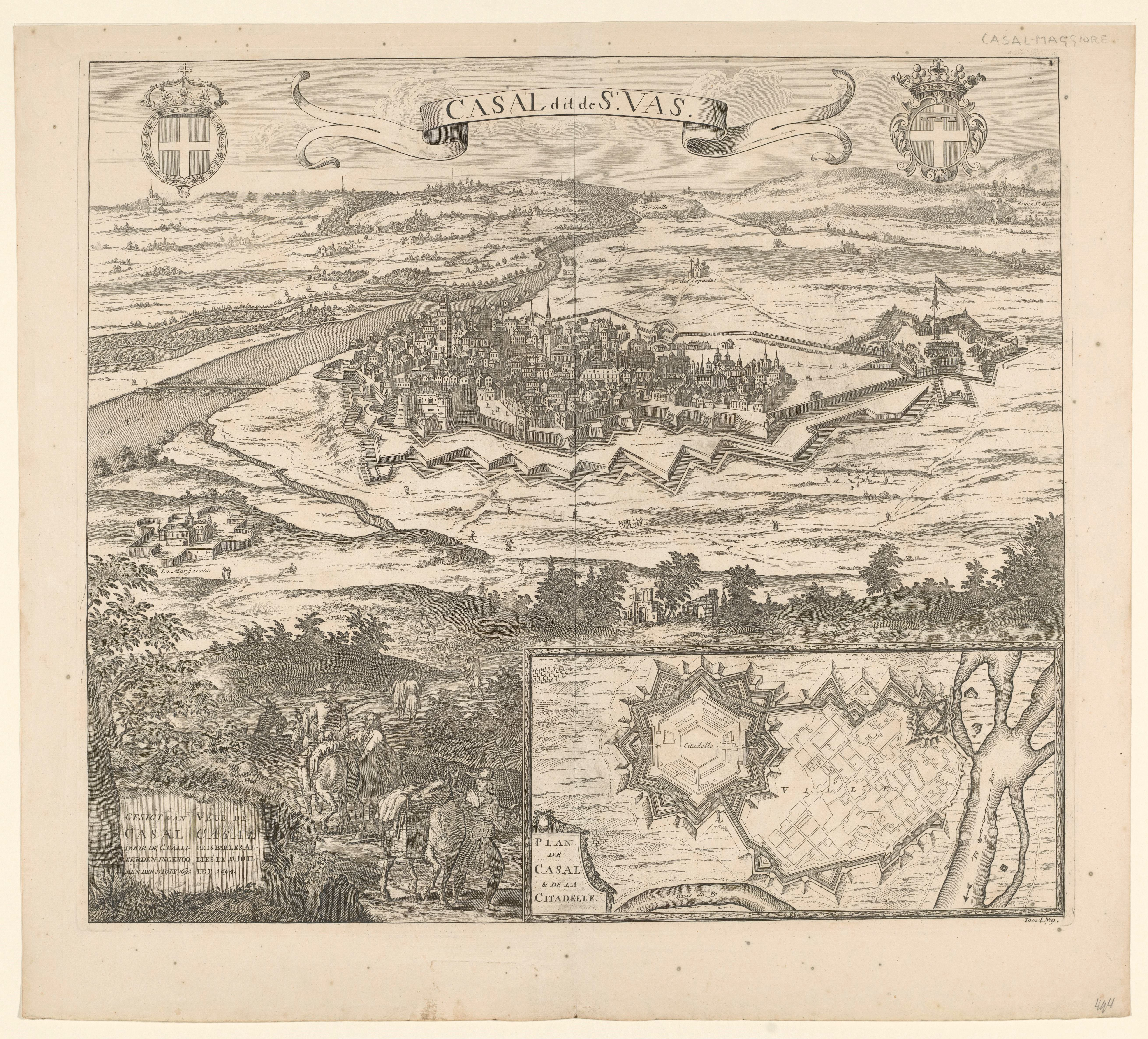
Casale nel 1745

In seguito al trattato di Cateau-Cambrésis del 1559 Casale passò sotto il dominio dei Gonzaga di Mantova, i quali, a fine secolo, con il duca Vincenzo I, ingrandirono la struttura difensiva della città e costruirono una delle più potenti e prestigiose cittadelle europee, per opera di Bernardino e del figlio Girolamo Facciotto. Durante il periodo della Controriforma la città subì notevoli trasformazioni: alcuni cittadini, in parte nobili, ma soprattutto artigiani che condividevano le idee di Oliviero Capello, si ribellarono, ma invano, al potere assolutista che Guglielmo Gonzaga, duca di Mantova e di Monferrato, cercava di instaurare in città: il duca ebbe la meglio e, dopo il 1567, riuscì a raggiungere i suoi obiettivi, mutando le antiche consuetudini municipali.
Nel XVII secolo, in occasione della Guerra di successione di Mantova e Monferrato (1628-1631) subì numerosi assedi di spagnoli e francesi. Durante questo periodo, intanto, la cittadella fu costantemente rinforzata e aggiornata con le più recenti tecniche difensive dell'epoca.
Nel 1680 la cittadella venne ceduta ai francesi dal duca Carlo Ferdinando Gonzaga, il quale aveva intrapreso una politica di forte alleanza con la Francia.
In occasione della Guerra di successione spagnola, nel 1708 Ferdinando Carlo di Gonzaga-Nevers fu accusato di fellonia contro l'Impero e perse tutti i poteri e i possedimenti, i quali vennero assegnati a Vittorio Amedeo II, duca di Savoia. , come ricompensa per la sua partecipazione alla guerra a fianco della coalizione filoimperiale.
Il passaggio completo di Casale sotto i domini di Casa Savoia avvenne nel 1713 con il Trattato di Utrecht, che poneva fine al conflitto, e avendo perso la funzione di capitale, in città terminarono anche le spinte innovative in campo artistico e militare. L'occupazione dei gallo-ispani nel 1745 causò gravi danni a chiese e conventi. Dal 12 dicembre 1798 al 17 maggio 1799 Casale, seguendo i fermenti rivoluzionari che in quel periodo si stavano avvicendando in Europa, instaurò la repubblica, issando l'albero della libertà. Successivamente la città fu occupata dagli austriaci e dai francesi e rimase in loro possesso fino alla battaglia di Marengo (14 giugno 1800), quando tornò di nuovo nei domini francesi.

### L'età contemporanea
Fino a dopo la metà del XIX secolo la città era rimasta cinta delle mura difensive e senza alcun collegamento con l'altra sponda del Po (tranne che un ponte di barche). Su progetto di Matre di Chartres, il 22 agosto 1840 fu inaugurato un ponte sospeso in ferro lungo 228 metri, diviso da una colonna centrale al quale si appoggiavano le gomene. Intitolato a Carlo Alberto, re di Sardegna, il ponte durò quarant'anni, per poi essere demolito; al suo posto venne eretto un nuovo ponte in ferro, più resistente. In città, nel frattempo, dopo la soppressione dei conventi durante i primi anni dell'Ottocento voluta da Napoleone, furono avviati numerosi interventi urbanistici che, tra le altre cose, conferirono a molti edifici civili e sacri un'architettura neoclassica.

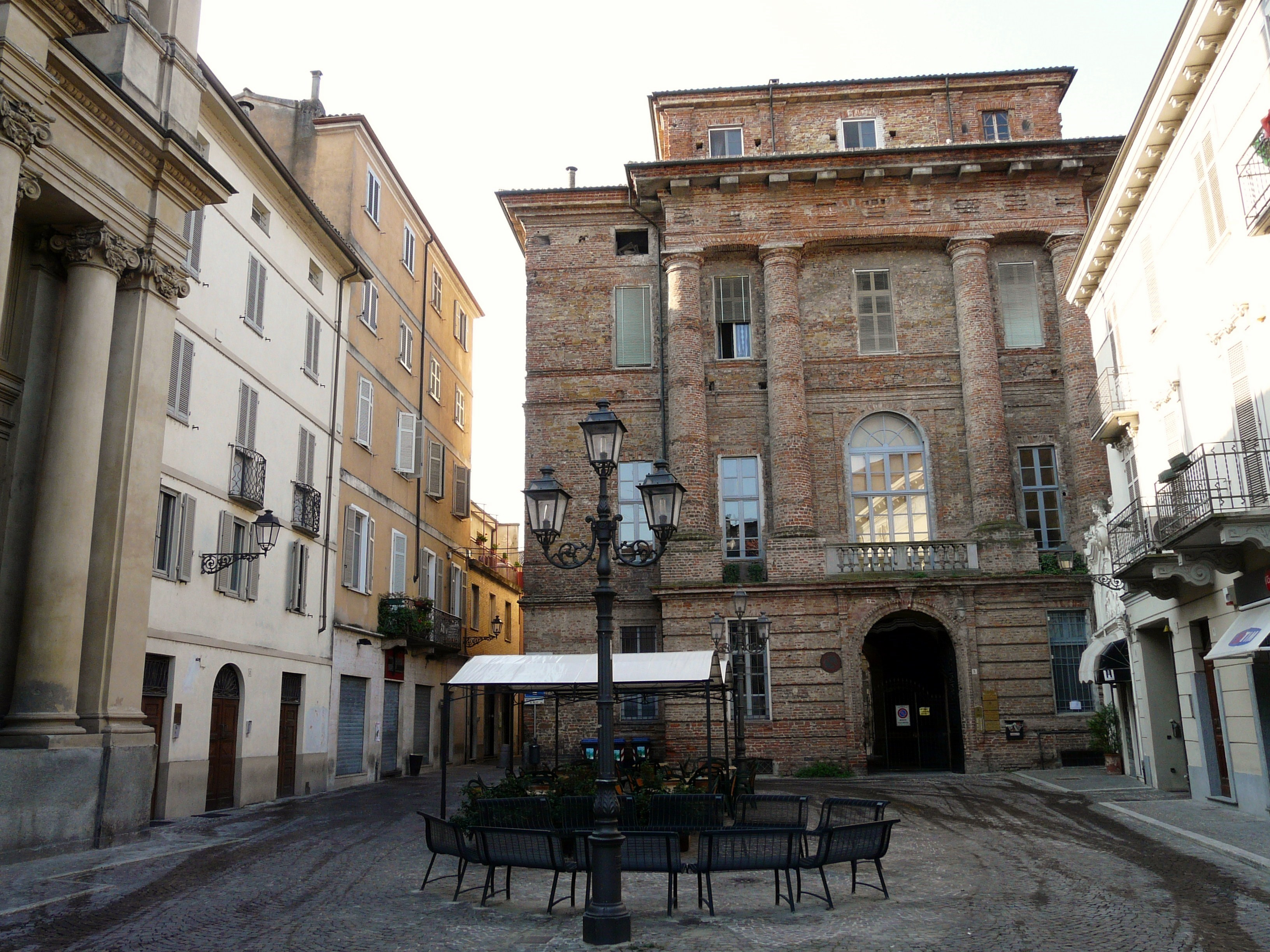
Palazzo Ricci, in piazza Santo Stefano

Nel 1849, durante la prima guerra d'indipendenza, gli austriaci assediarono Casale e cercarono di renderla un caposaldo della loro linea difensiva. Dopo la metà del XIX secolo alcune delle opere militari costruite nei secoli precedenti furono demolite per creare nuovi spazi di allargamento urbano; questa opera di demolizione andò avanti fino al 1930, quando fu smantellata la testa di Ponte. In questo periodo furono realizzati numerosi impianti e strutture urbane, come le fognature, un canale di irrigazione, la sistemazione delle strade e gli impianti del gas e dell'illuminazione, l'allargamento del cimitero, la circonvallazione, il cavalcavia sulla linea ferroviaria, la sistemazione dei giardini pubblici e il collegamento tramite tram con i sobborghi vicini.

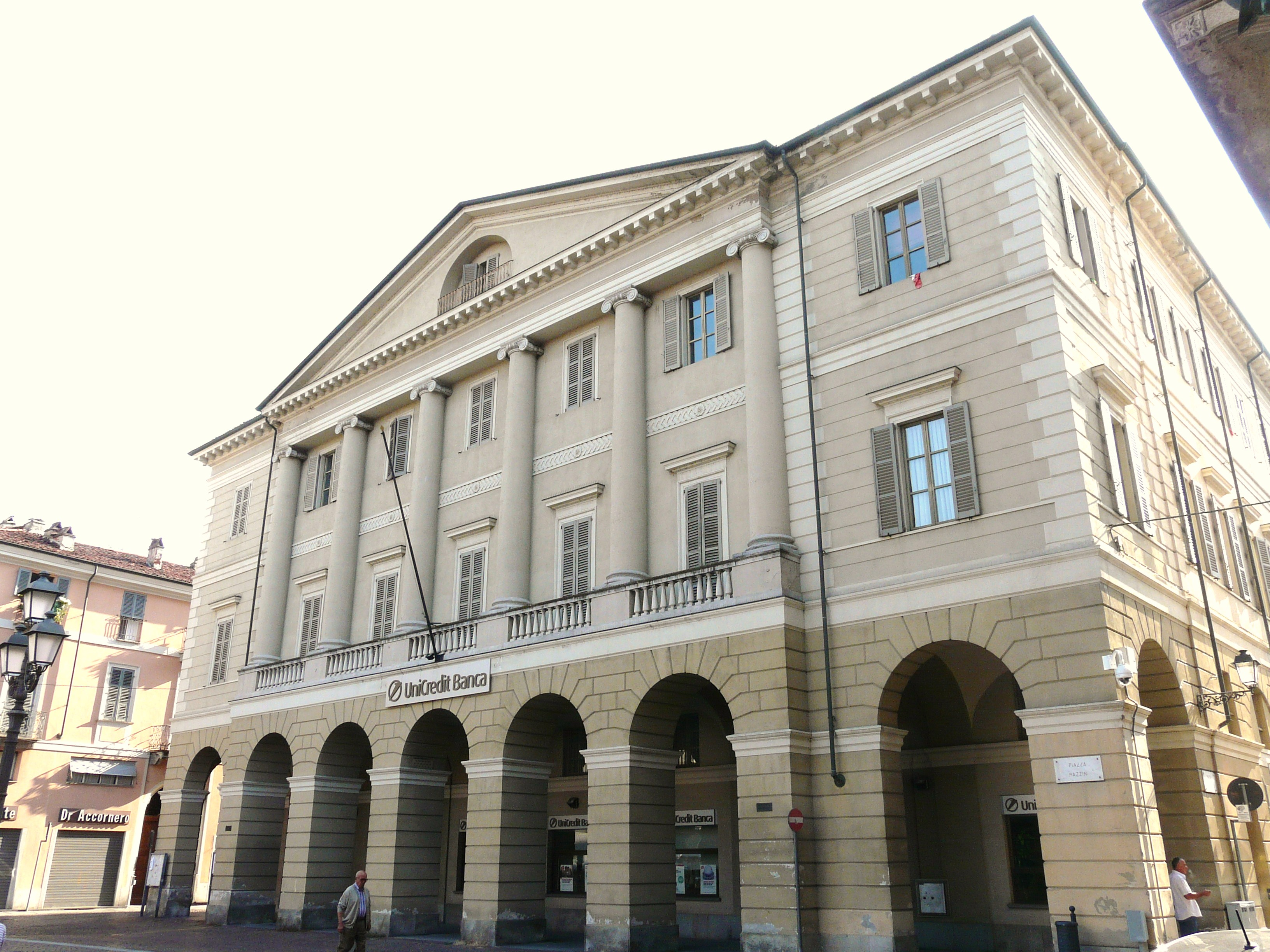
Palazzo del Credito italiano

La zona di Casale Monferrato nel XIX sec. sviluppò l'attività di produzione della calce, diffusa fin dal Medioevo grazie alla presenza di cospicui giacimenti di calcare nelle colline circostanti.
Fra la fine del XIX secolo e l'inizio del XX secolo a Casale si stabilirono numerosi impianti industriali, soprattutto cementieri. Allo stesso tempo crebbe anche l'abusivismo edilizio e, per questo, nel 1911 fu approvato il piano regolatore della Agro Callori, una delle aree urbane comunali. Nello stesso anno, inoltre, si insediò nel comune la caserma di artiglieria pesante.
Nei primi anni della seconda guerra mondiale, tra il 1941 e il 1943, Casale Monferrato fu con Acqui Terme uno dei due comuni dell'Alessandrino designati come luogo di internamento libero per ebrei stranieri. Vi soggiornarono 7 persone in tutto, di origine croata o tedesca, che negli anni precedenti avevano trovato rifugio in Italia, stabilendosi a Genova o a Trieste. Dopo l'8 settembre 1943, con l'occupazione tedesca, il gruppo dei profughi immediatamente lasciò il paese e si disperse; riusciranno quasi tutti a sfuggire alla cattura e alle deportazioni. Furono invece arrestati a Casale Monferrato e deportati 19 membri della locale comunità ebraica (il numero aumenta considerevolmente se si considerano anche i casalesi arrestati in altra località). Un memoriale, opera di Antonio Recalcati, ricorda nell'atrio della locale sinagoga i 59 ebrei di Casale e i 4 di Moncalvo deportati e morti nei campi di sterminio.
Gli eventi della seconda guerra mondiale interruppero la crescita della città, che riprese solo dopo la fine delle ostilità soprattutto nel quartiere Oltreponte (posto sull'altra sponda del Po); in questo periodo fu ricostruito il ponte sul Po, bombardato durante la guerra; la città continuò ad allargarsi e si insediarono nuovi stabilimenti industriali.
Nota è la presenza dello stabilimento Eternit di lavorazione dell'amianto, prima della scoperta della sua tossicità, il quale dagli anni cinquanta ha causato più di 1.600 morti tra i lavoratori e la popolazione a causa di una grave malattia, curabile ma non guaribile: il mesotelioma pleurico, dovuto all'inalazione della fibra non lavorata. Si è stimato che l'incidenza di asbestosi (altra malattia dovuta all'amianto) è continuata ad aumentare fino al 2015-2020, a causa del lungo tempo che trascorre prima dell'insorgere delle malattie asbesto correlate.
Il 15-16 ottobre 2000 il quartiere Oltreponte, situato nella parte nord della città, venne completamente sommerso da un'esondazione, insieme alle frazioni di Casale Popolo e Terranova; anche i comuni limitrofi di Balzola, Morano sul Po e Trino vennero travolti da un'eccezionale piena del Po, subendo notevoli danni.

### Simboli
Stemma
La croce d'oro in campo rosso accantonata dalle "B greche" (beta) nel primo e nel quarto è l'insegna degli imperatori di Costantinopoli e sono le armi dei Paleologi. Nel secondo e nel terzo quelle degli Aleramici, marchesi del Monferrato dal X secolo, regione della quale Casale fu una delle principali città, e che in seguito divenne emblema proprio del Monferrato. Il cristogramma IHS rappresenta il nome di Gesù e ricorda le antiche tradizioni cristiane di Casale, sede dal 1474 anche della diocesi casalense. La corona marchionale allude appunto al passato di capitale del Marchesato, che passò poi ai Gonzaga di Mantova nel 1559, quindi ai Savoia nel 1713. Questo stemma è stato riconosciuto con decreto del 17 dicembre 1936 e trascritto nei registri della consulta araldica il 19 dicembre 1936.
Gonfalone
Il gonfalone è un drappo di rosso riccamente ornato di ricami dorati concesso con regio decreto del 10 maggio 1937.

### Onorificenze
La città di Casale Monferrato è la tredicesima tra le 27 città decorate di medaglia d'oro come "benemerite del Risorgimento nazionale" (9 marzo 1899) per le azioni altamente patriottiche compiute dalla città nel periodo del Risorgimento, periodo, definito dalla Casa Savoia, compreso tra i moti insurrezionali del 1848 e la fine della prima Guerra Mondiale nel 1918. Per ricordare l'impresa, Casale Monferrato ha intitolato a Cesare Cobianchi una via della città.

## Monumenti e luoghi d'interesse

### Architetture religiose

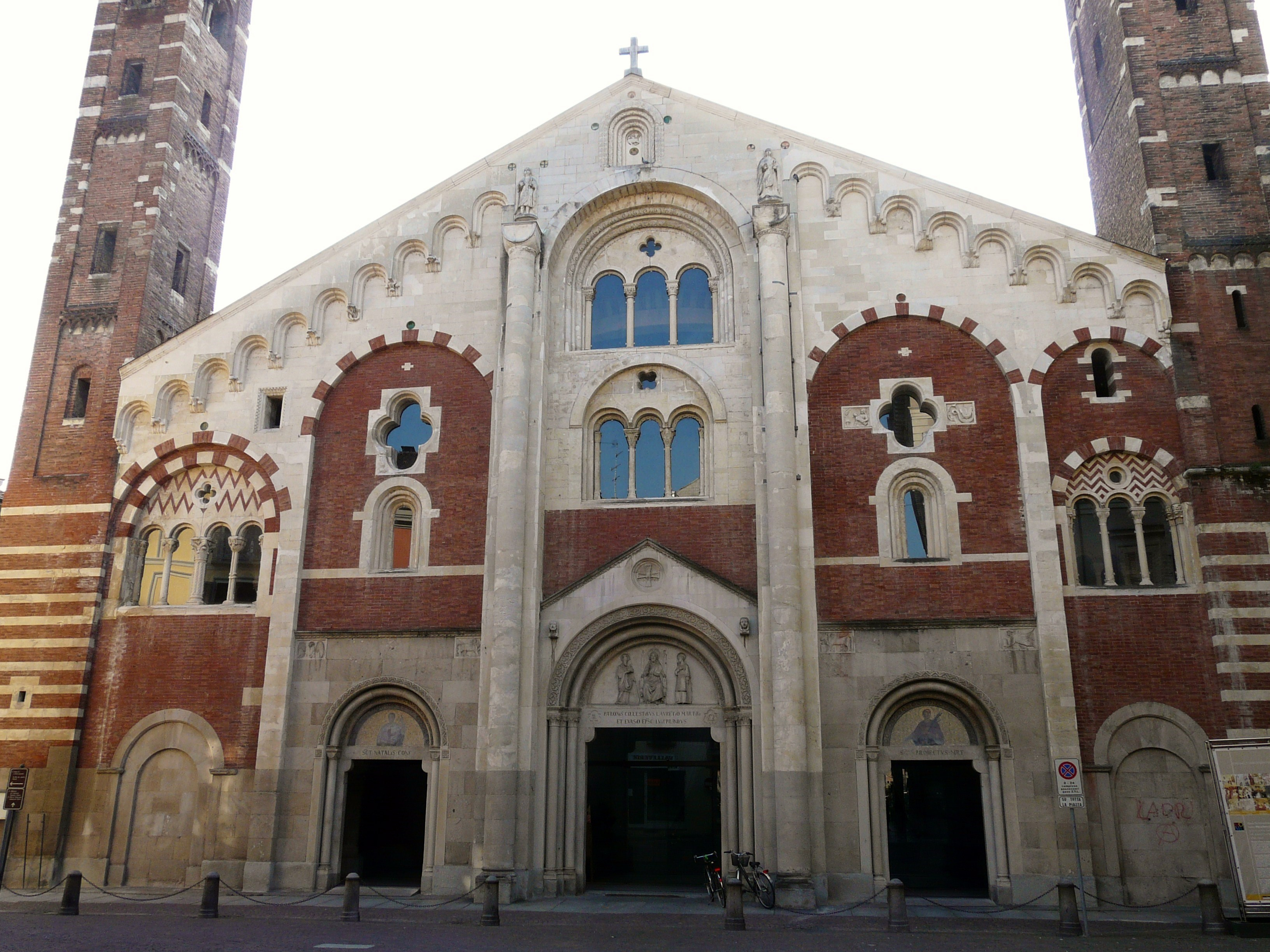
Duomo di Sant'Evasio

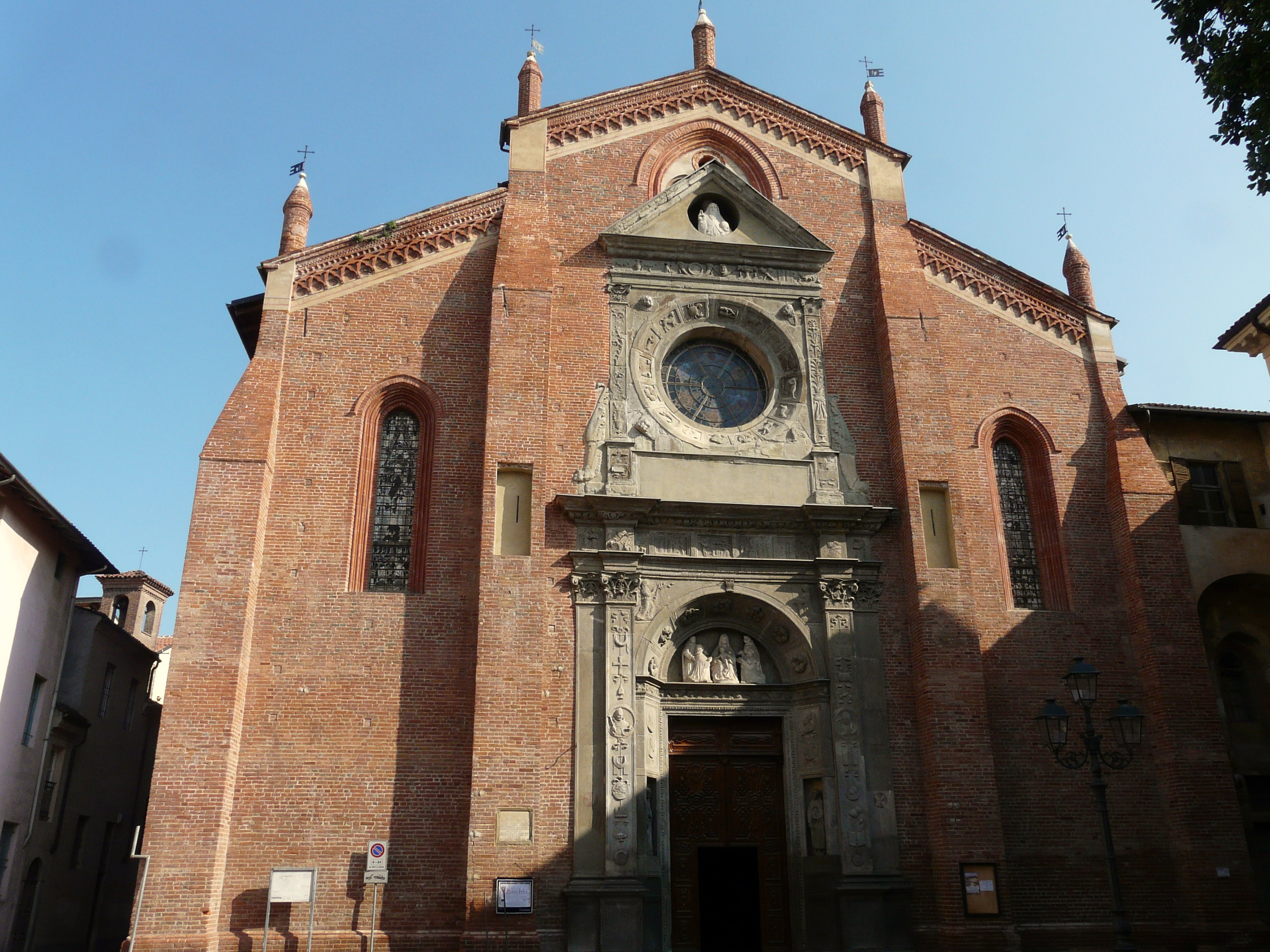
Chiesa di San Domenico

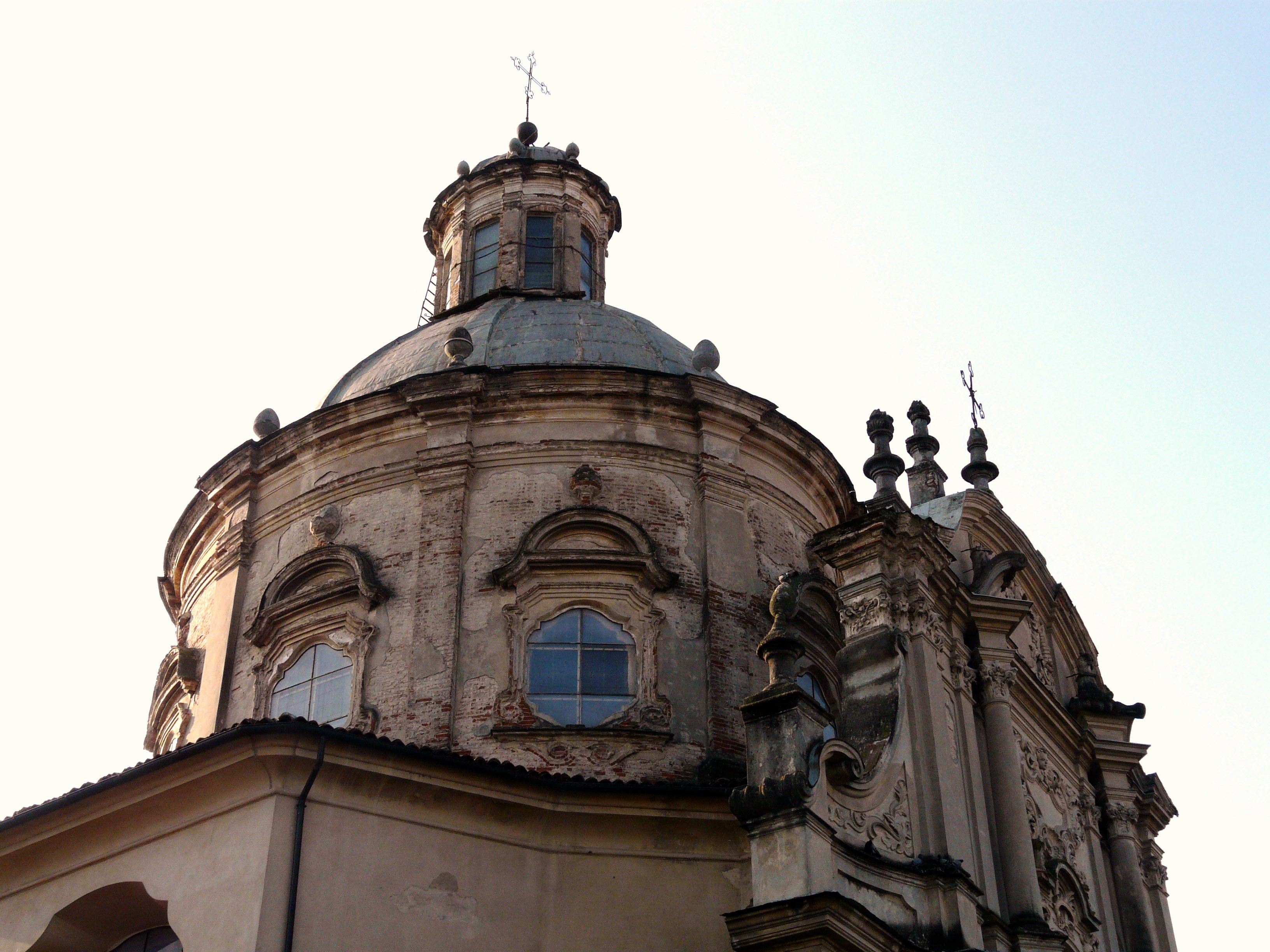
Cupola della chiesa di Santa Caterina

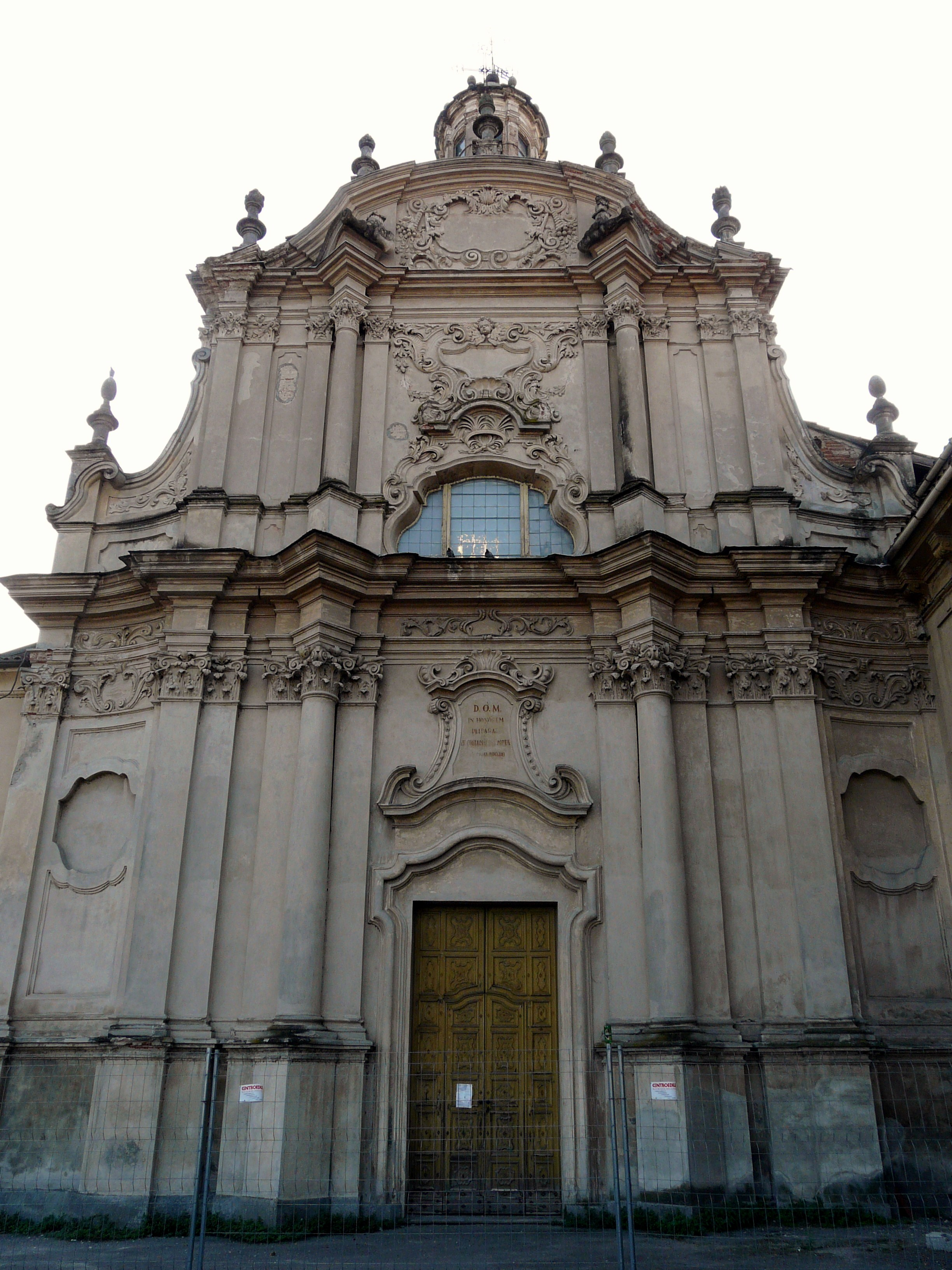
Chiesa di Santa Caterina

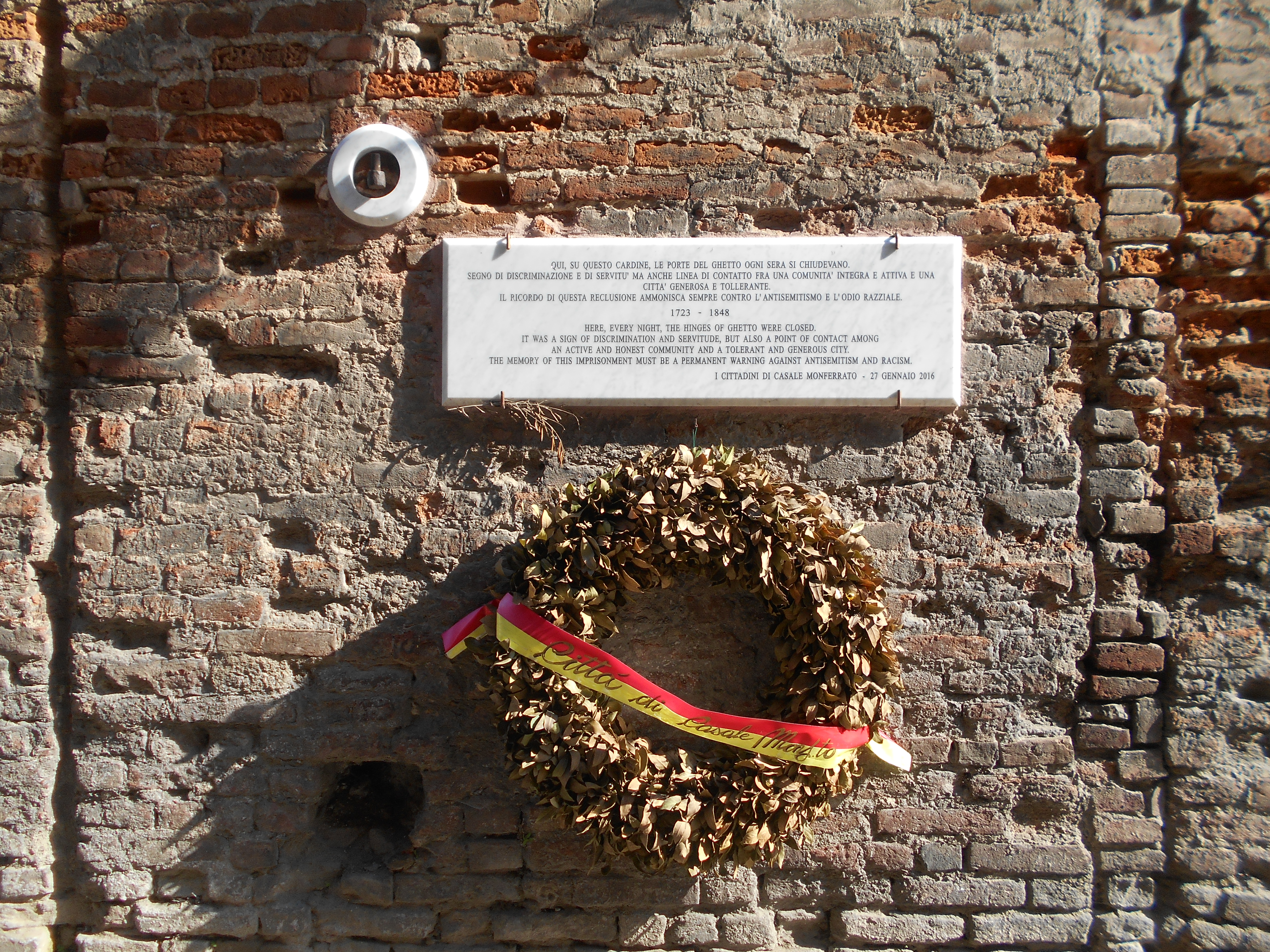
Lapide sul cardine della porta del ghetto

Duomo di Sant'EvasioIl Duomo è il più antico monumento della città di Casale Monferrato e una delle più importanti cattedrali in stile romanico lombardo del Piemonte. Secondo la Passio, opera che descrive le vicende e il martirio di sant'Evasio, la fondazione della chiesa risale all'VIII secolo d.C. a opera del re longobardo Liutprando. Le prime notizie certe dell'esistenza della chiesa sono documentate in un atto di donazione del 974 e in atti successivi risalenti all'XI secolo.
Fu consacrato nel 1108 da Papa Pasquale II. Nel 1215, a seguito della guerra fra i Casalesi e gli Alessandrini, i Vercellesi, i Pavesi e i Milanesi, fu gravemente danneggiata e in più punti ricostruita. Sebbene sia stata oggetto di numerosi interventi e restauri durante il XVIII e l'XIX secolo, mantiene gran parte delle caratteristiche acquisite in epoca medievale.
La monumentale facciata a capanna è asimmetrica e incorniciata da due campanili laterali. Ai lati del portone d'ingresso principale vi sono due colonne su cui sono collocate le copie ottocentesche di due statue raffiguranti rispettivamente il re longobardo Liutprando e la regina Teodolinda.
L'interno è composto da un nartece rettangolare, un tiburio, cinque navate suddivise da grandi pilastri e, proseguendo la navata centrale, dalla zona composta dal presbiterio (che presenta nella volta e nel catino absidale i dipinti murali eseguiti da Costantino Sereno nel 1860-61 in stile neobizantino), dal coro e dall'abside. Ai muri perimetrali della chiesa sono addossati gli altari laterali, che hanno subito, nel tempo, numerose modifiche. Incernierate nella torre campanaria, infine, vi sono la sacrestia e la cappella di sant'Evasio.
Chiesa di San DomenicoLa Chiesa di San Domenico è la più importante chiesa cittadina dopo il Duomo; fondata da Guglielmo VIII nel 1472, fu terminata nel 1506 da Bonifacio V e affidata alla cura dei Padri Domenicani. Negli stessi anni fu edificato anche il convento. Sia il convento che la chiesa rimasero unite fino al 1822, quando, a seguito delle soppressioni napoleoniche, una parte del convento fu divisa in tre lotti e concesso a privati.
Chiesa di San PaoloIniziata nel 1586 su disegno dell'architetto milanese Lorenzo Binago, padre barnabita, la chiesa a croce greca, fu consacrata il 12 novembre 1595. La chiesa fu officiata con l'annesso collegio, ora scuola elementare di Stato, fino al 1802, anno della soppressione napoleonica dai padri Barnabiti. Sulla facciata statue della Madonna di Loreto, di San Pietro, San Paolo, San Carlo Borromeo e Sant'Alessandro Sauli. Sono presenti numerose opere del Sei-Settecento, tra cui opere pittoriche di Guglielmo Caccia detto il Moncalvo: Decollazione di San Paolo, Assunta, San Matteo e l'Angelo e la Vocazione di Matteo. Sempre all'interno della chiesa, sul lato destro, vi è la Casa di Loreto, aperta nel 1645.
Chiesa di Santa CaterinaCostruita all'inizio del Settecento su progetto di Giovanni Battista Scapitta, assieme al convento, la chiesa fu consacrata il 24 agosto 1720. La chiesa, considerata uno dei capolavori barocchi della città, mantenne inalterata la sua struttura originaria. mentre il convento subì numerose trasformazioni (divenendo anche scuola e ospedale).
Chiesa di San MicheleChiesa a pianta ottagonale sormontata da una cupola, è stata completamente affrescata da Giorgio Alberini, mentre le decorazioni della cupola sono di mano del pavese Giovanni Antonio Cassano e datano dal 1597.
Santuario del Sacro Cuore di GesùSito nel centro abitato, è stato inaugurato nel 1922 ed è una chiesa neogotica a cinque navate officiata dai salesiani. Nel dicembre 1969 papa Paolo VI l'ha elevato alla dignità di basilica minore. Annesso al santuario vi sono un aspirantato per vocazioni tardive, una scuola e un oratorio
Sinagoga

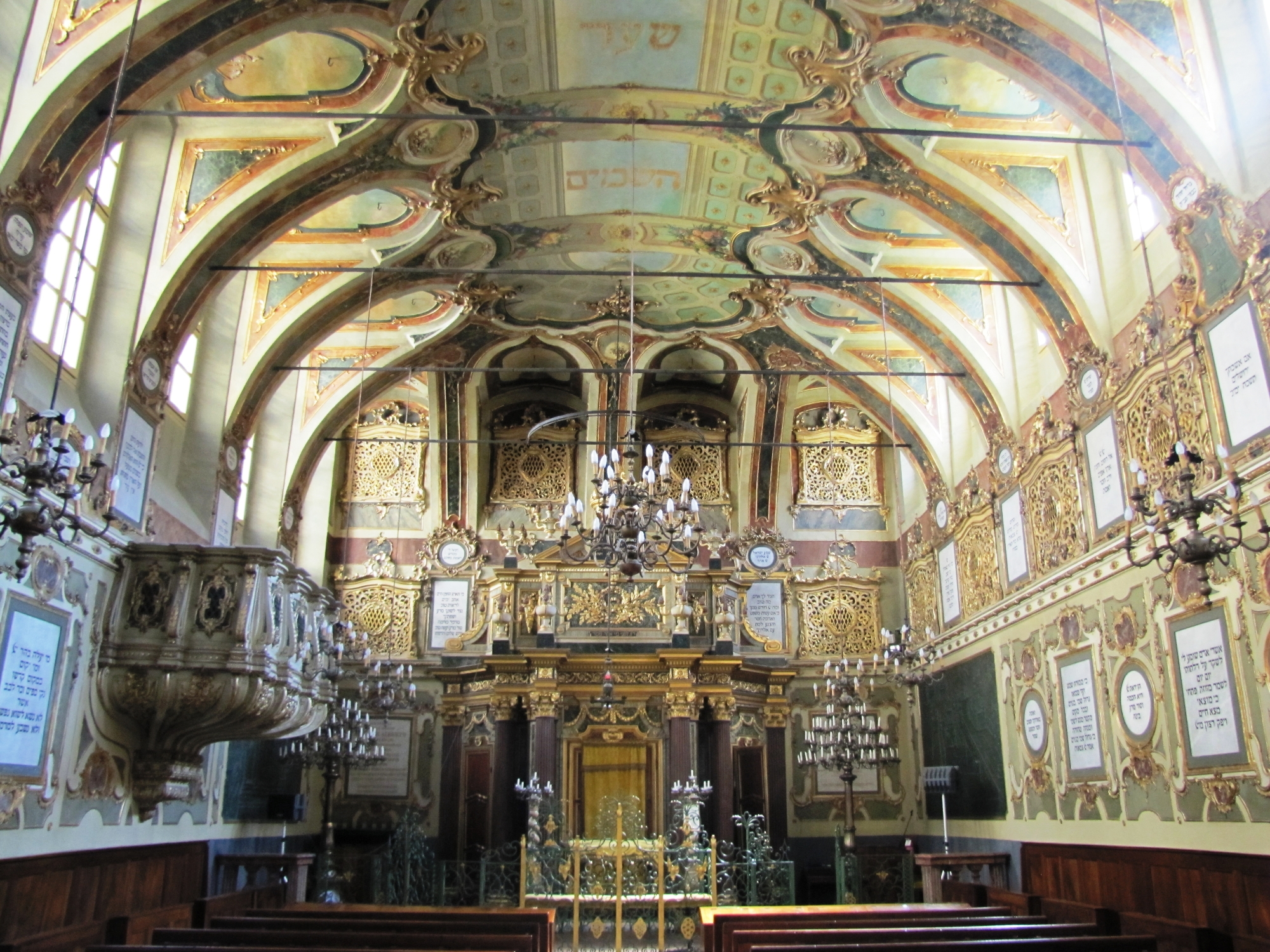
La sinagoga di Casale

Presenti in città già dal XIV secolo, a partire dal 1570 Guglielmo Gonzaga permise agli ebrei di Casale e di altri centri del Monferrato di professare liberamente la loro religione.
La sinagoga, edificata nel 1595 (come testimonia una lapide), fu assorbita durante il XVII e il XVIII secolo dal ghetto ebraico. Anche in periodi di minor libertà per gli ebrei, come l'epoca napoleonica, la sinagoga fu costantemente abbellita con nuove opere artistiche. Nel 1866 la nuova sinagoga, completamente trasformata, fu consacrata.
L'esterno è molto sobrio, mimetizzato con l'ambiente circostante, mentre l'interno è caratterizzato dalla massiccia presenza di stucchi d'oro. Nel matroneo è stata allestita la mostra permanente dei documenti e delle opere artistiche della comunità; la biblioteca e l'archivio storico sono collocate al secondo piano.
La sinagoga non è utilizzata regolarmente perché la comunità ebraica casalese si è molto ridotta; i culti si limitano quindi a funzioni di particolare solennità, che richiamano praticanti anche da fuori città.
Significativa una lapide che segnala il cardine della porta del ghetto, perché riconosce la tolleranza della città e ammonisce contro ogni forma di antisemitismo e di odio razziale.

### Architetture civili
Palazzo di Anna d'Alençon

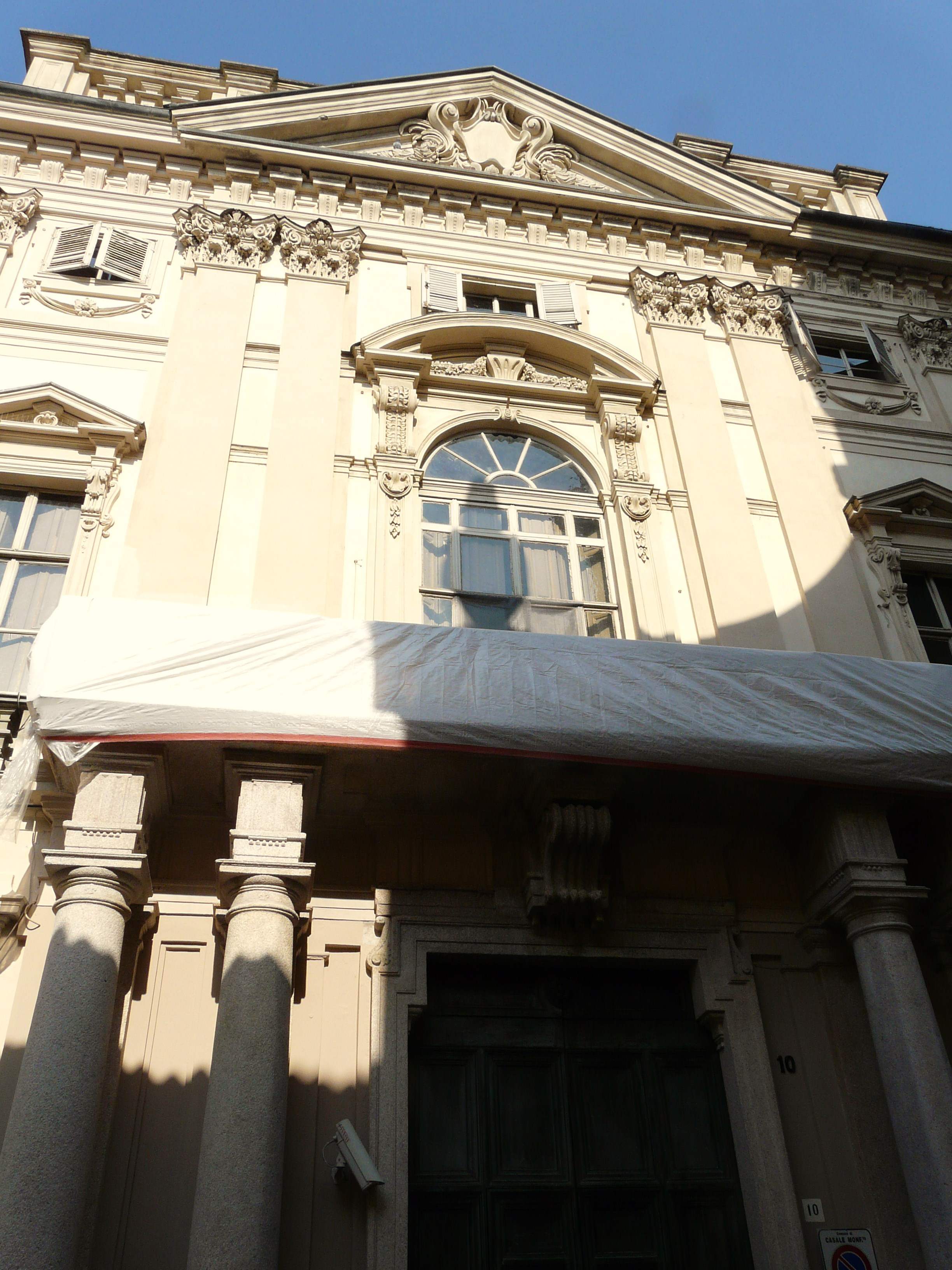
Palazzo San Giorgio, sede del Comune

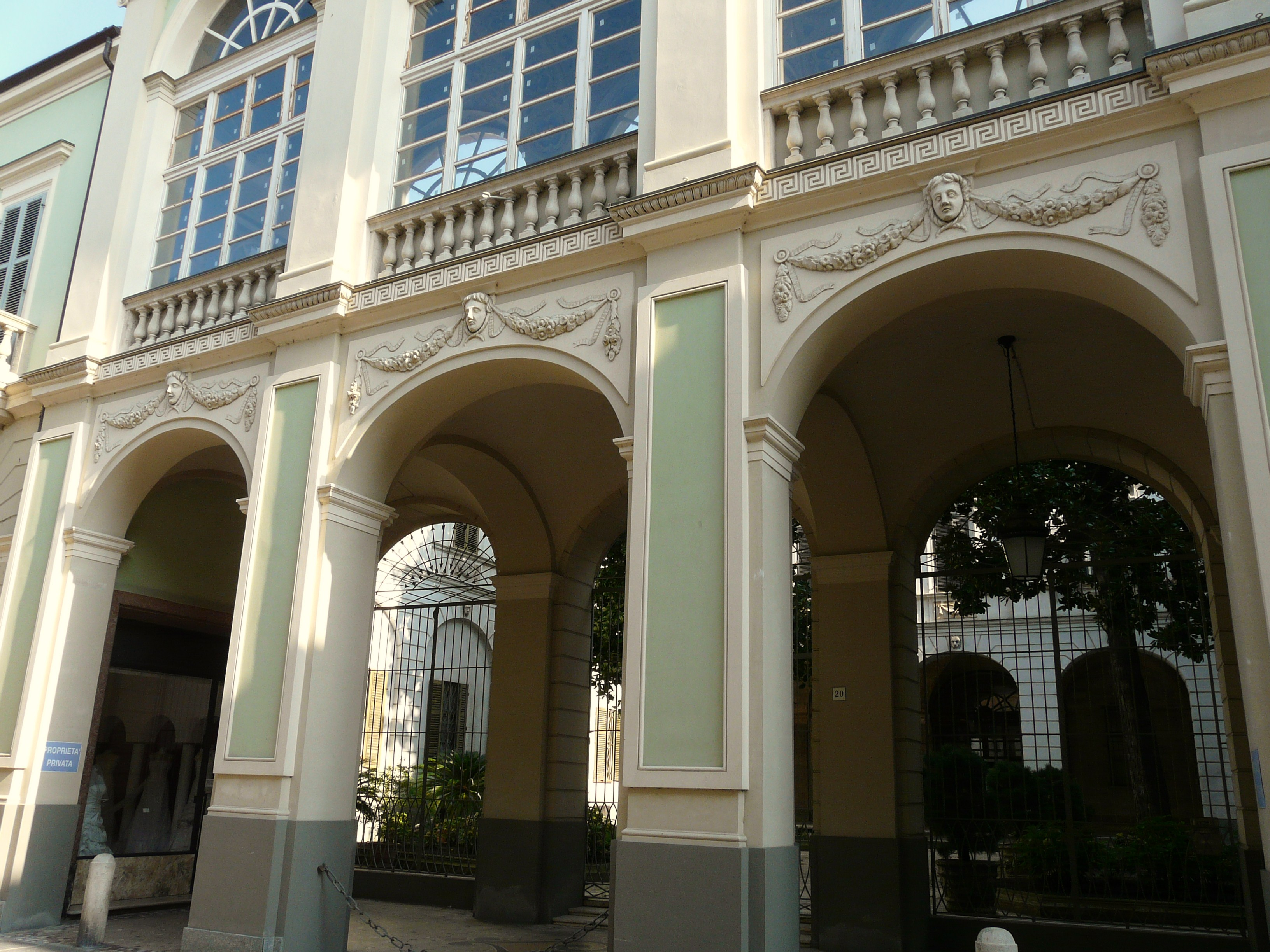
Palazzo Gaspardone

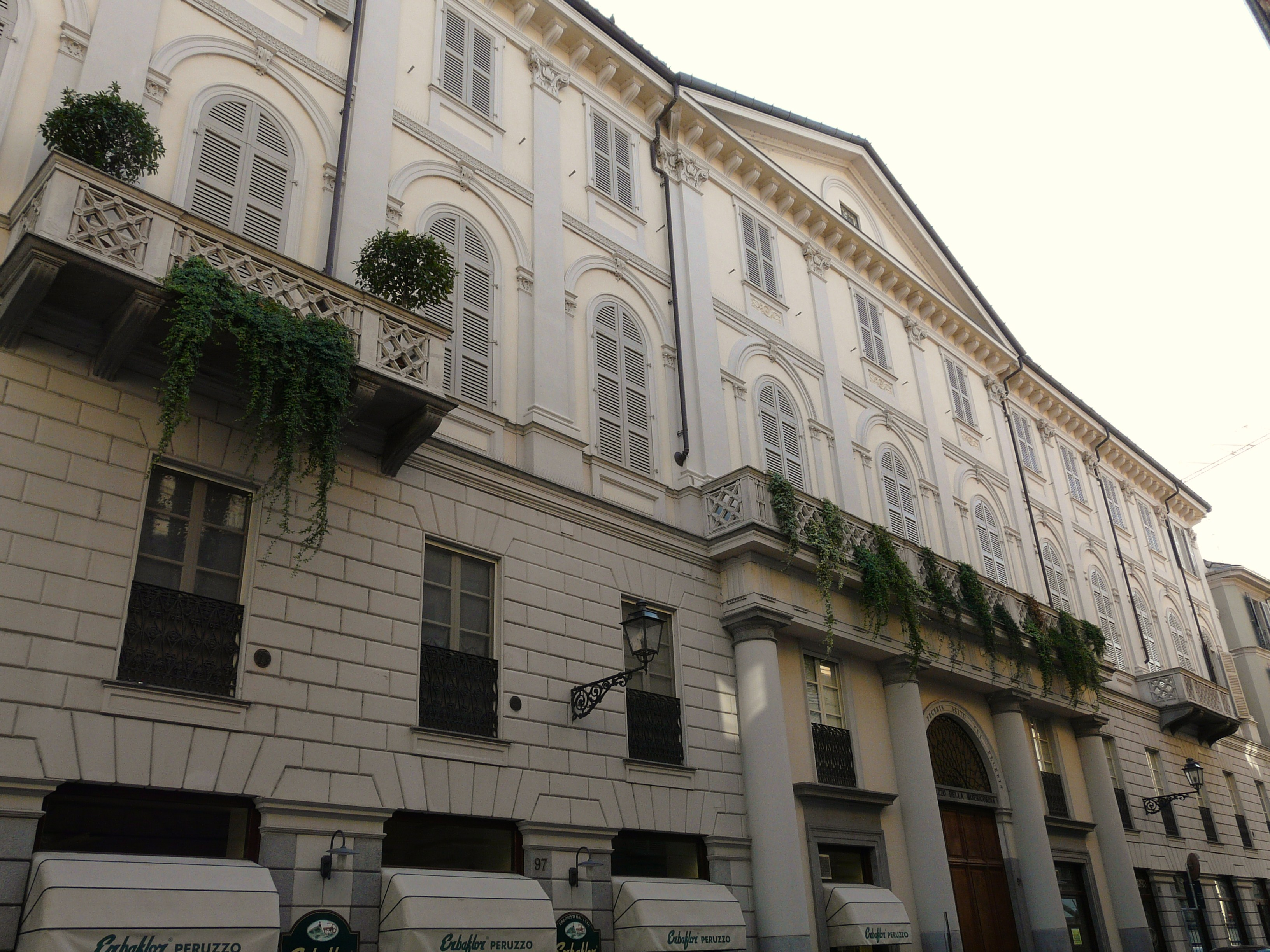
Palazzo della Misericordia

Risalente al tardo Quattrocento, è un'antica costruzione caratterizzata da un tipico cortile rinascimentale, circondato da colonne circolari di laterizio con capitelli cubiformi, un porticato con archi a sesto acuto e a tutto sesto, tipicamente rinascimentali e decorazioni a stemmi e tavolette dipinte rappresentanti personaggi della famiglia paleologa e della stessa Anna d'Alençon; al suo interno nelle ampie sale spiccano soffitti a cassettoni. Abitato in origine dalla marchesa Anna d'Alençon, dal XVII secolo appartenne alla famiglia Fassi di Balzola.

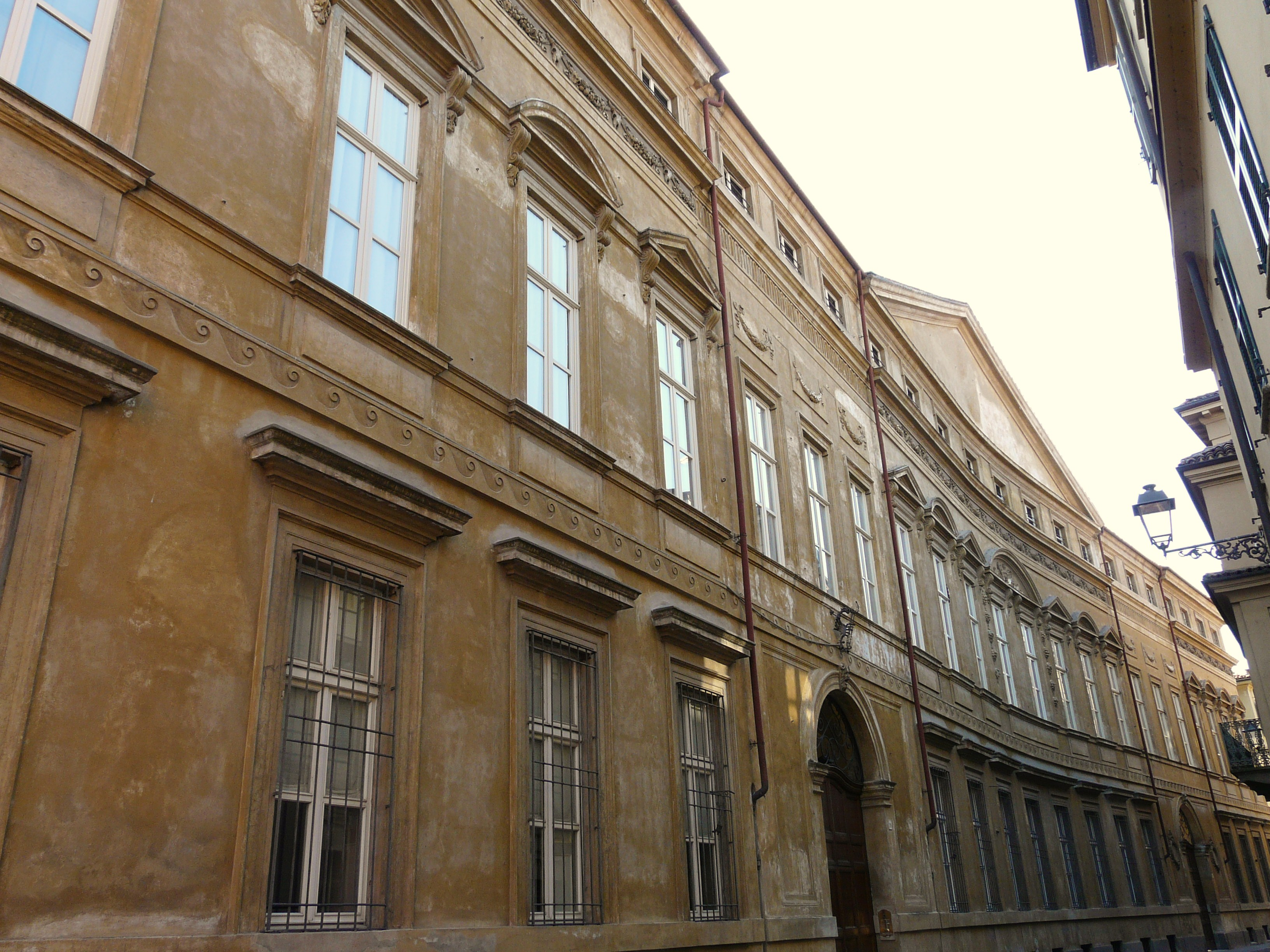
Palazzo Treville
L'opera più nota di Giovanni Battista Scapitta, è uno dei palazzi più importanti della città. Costruito tra il 1710 e il 1714 è in stile Barocco piemontese e si affaccia su Via Mameli creando un notevole impatto visivo con la sua imponente facciata curvilinea. Di particolare interesse sono l'atrio e il cortile, ricchi di luce e colore. La facciata, invece, datata 1780, segue lo stile neoclassico.
Palazzo Sannazzaro
Di origine tardo-medievale, fu profondamente rimaneggiato durante il Settecento, epoca in cui assunse l'attuale aspetto barocco. I segni della struttura originaria (le monofore) sono ancora visibili sulla facciata e sul fianco destro del palazzo. L'autore del palazzo è ignoto, mentre si conosce il committente, Giovanni Battista Sannazzaro (che fu anche sindaco di Casale). L'esterno è decorato in maniera sobria ed elegante; dopo il portone d'ingresso si accede al cortile, di grande effetto scenografico.
Palazzo San Giorgio
Sorto sui resti di un palazzo precedente, fu costruito nel 1778; stilisticamente è un'opera di transizione tra il Rococò e il Neoclassico. Ha una facciata ripartita in tre ordini con finestre contornate da stucchi. Il portale, formato da colonne binate, è sormontato da un balcone con balaustra in pietra ornata da quattro putti in marmo, rappresentanti le quattro stagioni. Le stanze interne sono notevolmente decorate con affreschi e stucchi. Anche gran parte dell'arredamento è dell'epoca. Nel cortile è possibile osservare parte dell'edificio preesistente, con sala affrescata dal Guala. Il palazzo è sede dell'amministrazione comunale.
Palazzo Magnocavalli
Attribuito per affinità stilistiche a Benedetto Alfieri, si caratterizza per l'elegante atrio e per lo scalone che si avvita intorno a due colonne che crea un certo effetto monumentale, nonostante sia stato ricavato in uno spazio ristretto.
Palazzo Langosco
Il palazzo, attuale sede della biblioteca civica, si amalgama con le diverse costruzioni costituenti il grande complesso di Santa Croce, ex convento degli Agostiniani. Acquisendo l'ediﬁcio, una fondazione quattrocentesca, i conti di Langosco apportarono importanti modiﬁche alla situazione preesistente. La parte più pregevole (scalone d'onore a due rampe e salone d'ingresso) fu costruita nel 1776 su disegno di Giovanni Battista Borra, con il contributo artistico del pittore veronese Francesco Lorenzi. Nel palazzo, al tempo dei Gonzaga, aveva sede il Senato Casalese e come Salone del Senato è tuttora indicata la grande sala d'ingresso, restaurata negli anni sessanta.
Palazzo Sacchi-Nemours

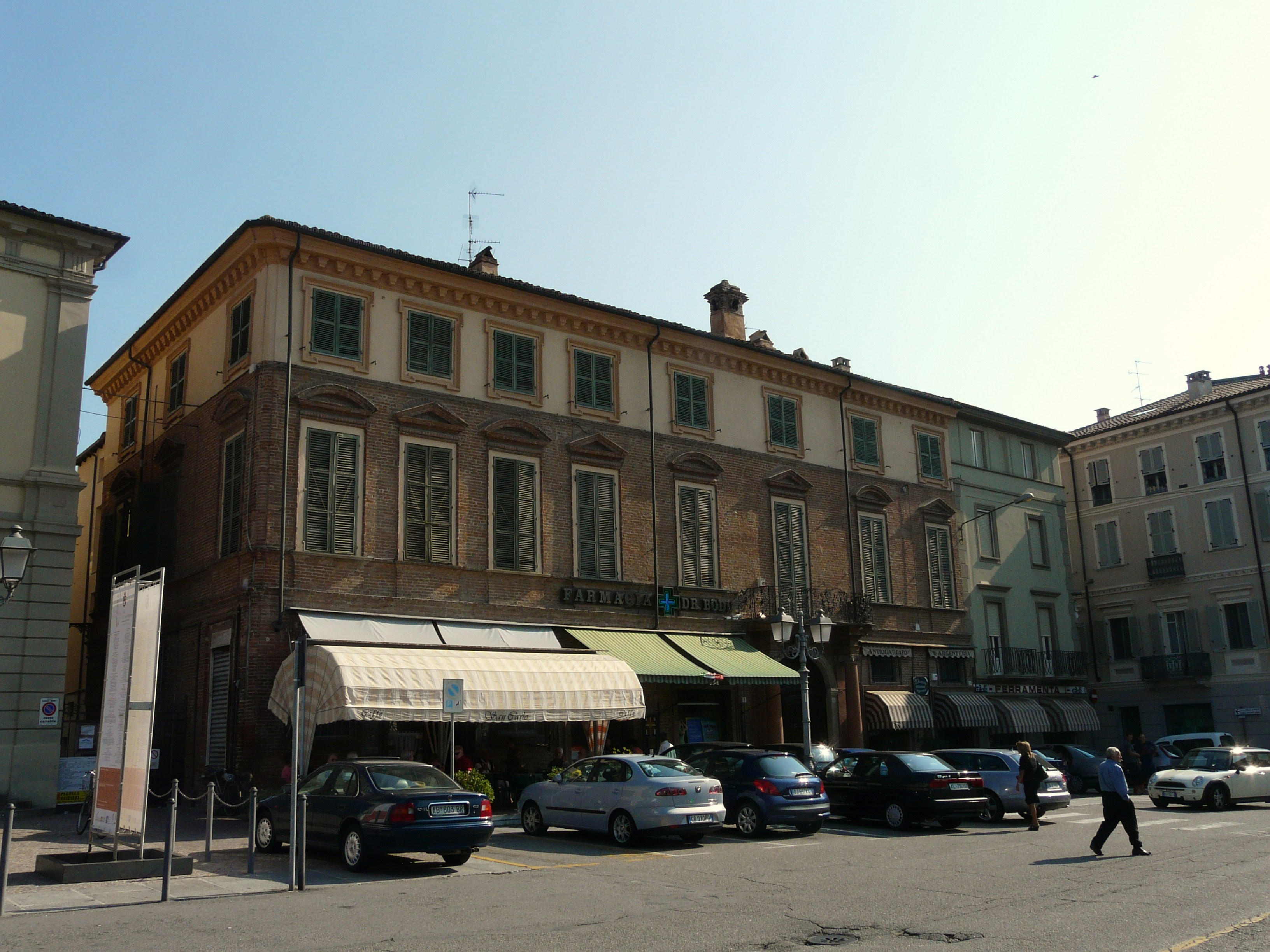
Facciata del Palazzo Sacchi-Nemours

Accanto al Teatro Municipale e nei pressi del Chiosco informativo IAT, si trova Palazzo Sacchi Nemours, costruito tra il 1750 e il 1752 su progetto dell’architetto Francesco Ottavio Magnocavalli, autore di diversi altri edifici presenti in città e sul territorio.
La facciata presenta caratteri tipici dello stile settecentesco locale con mattoni a vista e finestre del piano nobile sormontate da timpani arcuati e triangolari alternati.
Il portale d’ingresso è affiancato da due snelle colonne ioniche sulle quali poggia un elegante balcone in ferro battuto.
Il piano terra dell’edificio, che era stato già in origine progettato per sistemare botteghe di artigiani, ospita ancora oggi diversi negozi e una caffetteria.
La famiglia Sacchi, di origine pavese, aveva aggiunto al proprio nome il cognome dei parenti Nemours di Frassinello Monferrato nel 1838 per ragioni ereditarie.
Casa Tornielli e di Sandro
Costruita nella seconda metà del Quattrocento (come dimostrano gli elementi stilistici), fu restaurato nel 1907 dalla famiglia Tornielli assumendo la forma attuale.
I primi interventi di restauro del palazzo ebbero inizio già tra il 1510 e il 1520, quando alcuni elementi del palazzo furono aggiornati al gusto rinascimentale. Durante il Seicento ed il Settecento subì altri interventi, che modificarono la struttura originaria. Rimane comunque la più importante architettura gotica cittadina: la facciata è contraddistinta da quattro monofore ogivali. Superato il portone del XVI secolo (attribuito a Michele Sammicheli), si accede a un porticato con basse colonne tipiche rinascimentali che conduce al cortile.
Teatro Municipale

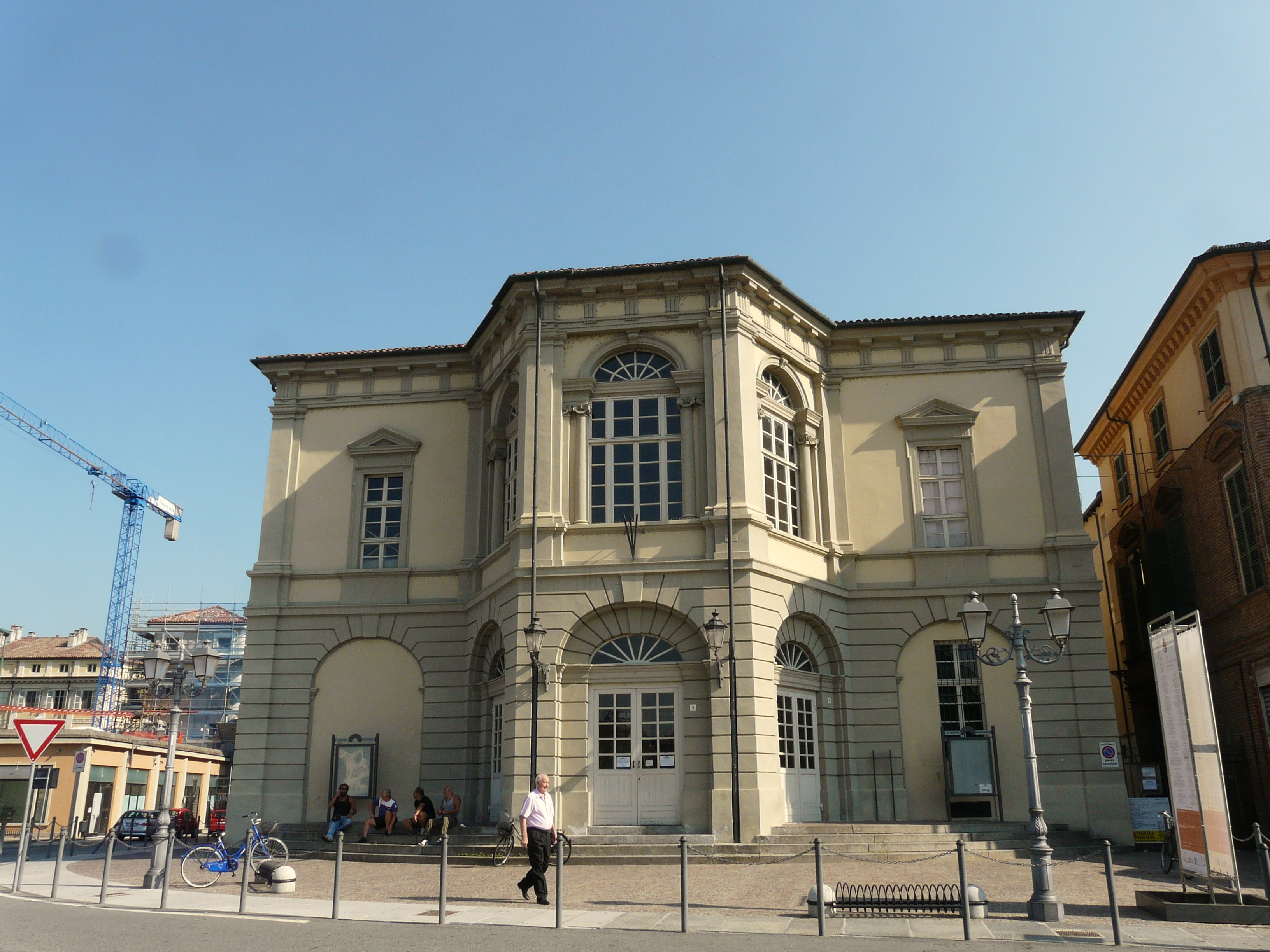
Il Teatro Municipale

Casale disponeva già di un teatro, sorto nello stesso luogo di quello attuale, all'inizio del Seicento, chiamato Trincotto; questo primo edificio fu trasformato nel 1673, anno in cui vennero aggiunti gli spalti. Nel 1697, però, il teatro fu chiuso per difficoltà di gestione, per essere ricostruito interamente in legno nel 1703. Nonostante ciò, però, tra il 1785 e il 1786 fu costruito un nuovo teatro (su progetto di Agostino Vitoli), più grande, inaugurato nel 1791 e arrivato fino ai giorni nostri. Dai contemporanei fu considerato il miglior teatro del Regno di Sardegna dopo quello di Torino. Durante il XIX secolo subì numerosi interventi di restauro, tesi a proteggere le decorazioni e a salvaguardare la struttura da incendi. L'edificio dispone di un prezioso interno con quattro ordini di palchi in mattone e loggione decorati con stucchi, dorature e velluti. Il palco reale è caratterizzato dalla presenza di vittorie e cariatidi, queste ultime opera di Abbondio Sangiorgio.

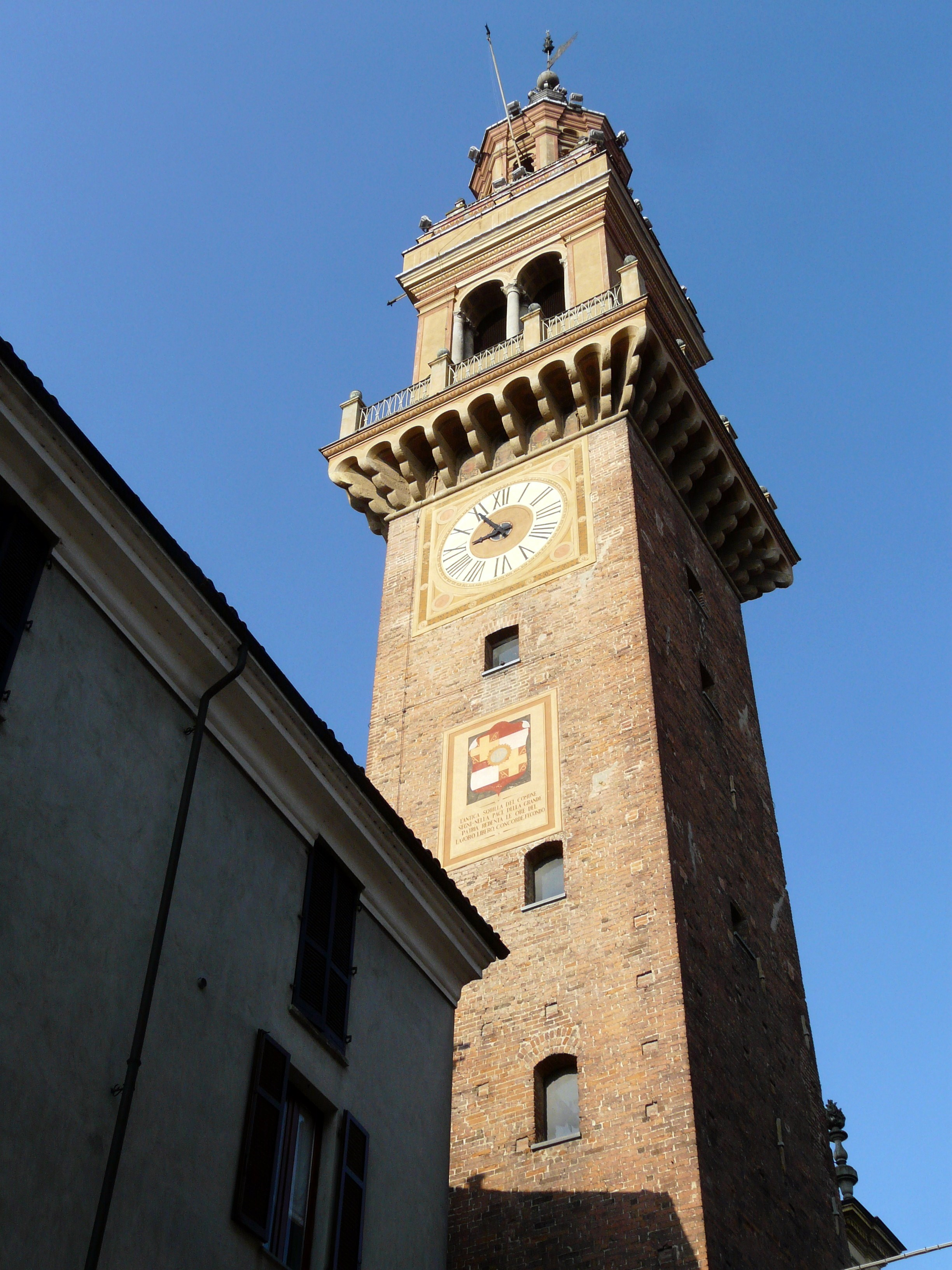
Torre civica
A pianta quadrata, in mattoni, domina con i suoi 60 metri di altezza tutta la città ed è uno dei suoi simboli; venne elevata probabilmente nell'XI secolo, assieme alla chiesa di Santo Stefano e ad altre due torri (Moneta, verso est, e Luxenta, verso sud) a scopo difensivo. Nel XVI secolo fu ristrutturata e fu costruita la parte al di sopra dell'orologio, in stile rinascimentale (tranne la cupola, aggiunta in epoca sabauda). Nel 1731 e nel 1780 furono condotti altri restauri (l'ultimo reso necessario da un fulmine che aveva danneggiato la cupola e l'orologio, che fu sostituito); nel 1920, infine, un altro restauro eliminò l'intonaco e la portò all'attuale aspetto. 
 In cima vi è una banderuola raffigurante lo stemma della famiglia Gonzaga: croce attorniata da 4 aquile. Sulla torre due affreschi raffigurano lo stemma di Casale Monferrato.

### Architetture militari
Castello dei Paleologi

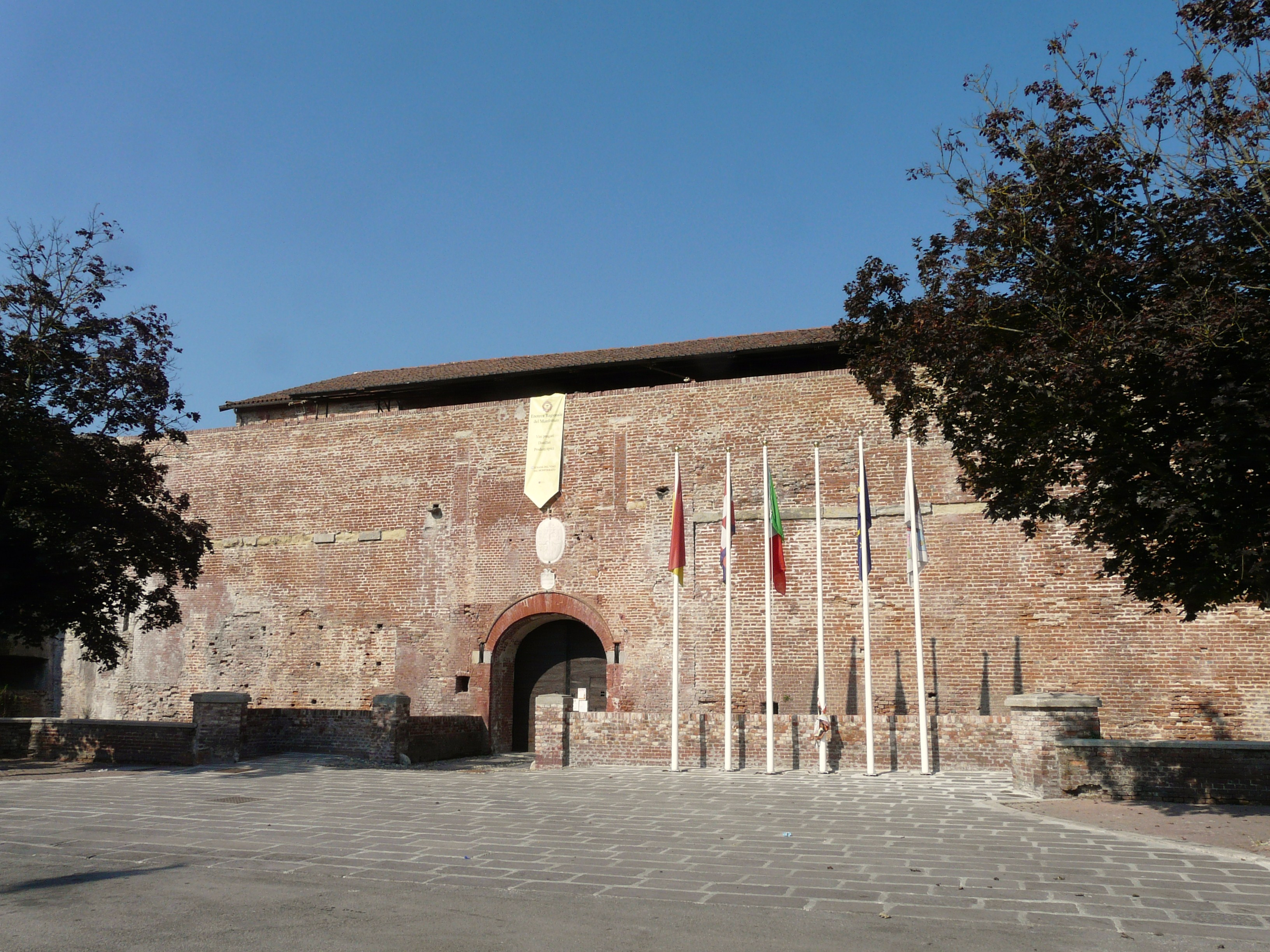
Ingresso del castello dei Paleologi

Il castello dei Paleologi fu eretto a Casale Monferrato nel 1352 da Giovanni II Paleologo, per rafforzare le fortificazioni già esistenti.

Tuttora il castello è in parte visitabile ed in progressiva ristrutturazione e recupero ed è diventato un contenitore culturale della città.
Cittadella di Casale Monferrato

La Cittadella di Casale Monferrato è una piazzaforte militare costruita fra il 1590 e il 1595 per volere del Duca Vincenzo I Gonzaga e distrutta in seguito all'Assedio di Casale del 1695. Viene in parte ricostruita fra il 1850 e il 1859 in vista della Seconda Guerra d'Indipendenza.

### Architetture industriali
Paraboloide
Il Paraboloide è l’ultima testimonianza dell'antico Stabilimento Robatti, un complesso produttivo costruito nel 1873-74 dalla Società Anonima Fabbrica Calci e Cementi di Casale in cui inizialmente venne fabbricata calce idraulica. Nel 1876 furono realizzate modifiche sostanziali per favorire la fabbricazione in scala industriale del cemento Portland naturale. In questo stabilimento avvenne la prima produzione industriale a livello nazionale (500 q.li). La marna proveniva dalle miniere site nelle colline circostanti a mezzo di una ferrovia a scartamento ridotto.

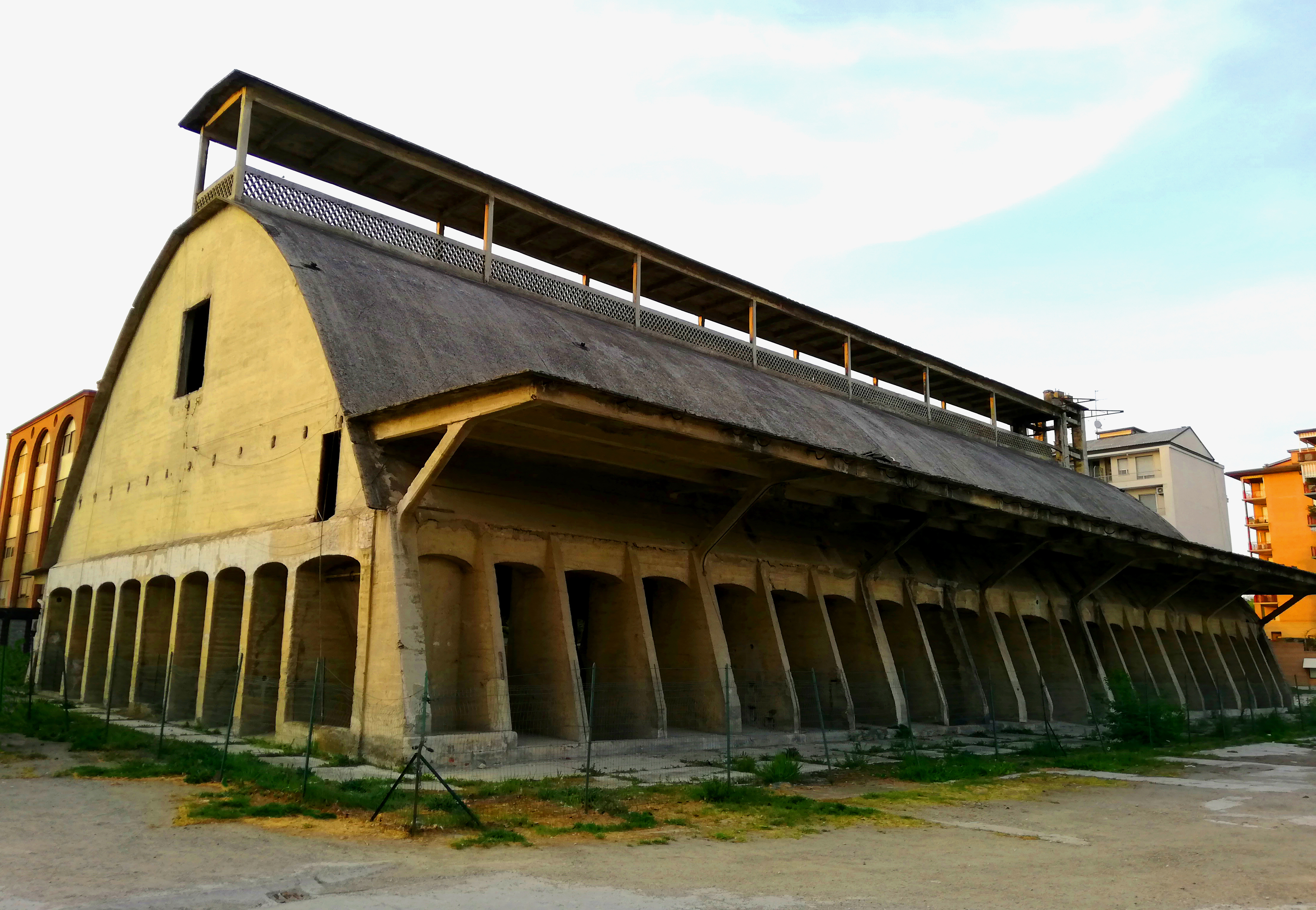
Il Paraboloide

Lo stabilimento seguì le sorti della Società Anonima, incorporata nel 1917 nella società Italiana Cementi di Bergamo (Italcementi). All'inizio del decennio seguente gli impianti vennero rinnovati con un forno rotante, mulini, edifici e depositi. Fra questi, il Paraboloide, costruito nel 1922-23 su progetto dell'Ing. Luigi Radici, era l’unico silo orizzontale per lo stoccaggio del clinker. La forma parabolica, dovuta ad un'idea estetica del progettista, riproduce il profilo assunto dal cumulo di clinker. Il Manufatto, costruito in calcestruzzo armato, è costituito dall’iterazione di archi parabolici disposti in parallelo collegati da traversi. Nel 1948 venne fermata la produzione della cementeria dopo l’avvio nel 1947 di una nuova fabbrica Italcementi a Borgo San Dalmazzo. I forni verticali rimasero inattivi per alcuni anni e demoliti negli anni ’50. In seguito l'area venne utilizzata come magazzino per legnami e nel 1995 venne rilevata dal Comune di Casale.
Il manufatto è vincolato dal Ministero della Cultura con provvedimento DDR n. 163 14.06.2011. L’edificio è considerato un punto di riferimento dell'architettura industriale nazionale, per la conformazione architettonica, per le tecniche costruttive utilizzate e per il funzionamento. La forma rappresenta un elemento ricorrente sul territorio casalese e una forma canonica dell’architettura industriale in calcestruzzo non solo italiana. La tipologia del paraboloide ha importanti esempi in tutta Italia, ma il riconosciuto archetipo è il Paraboloide di Casale Monferrato che “rappresenta a pieno titolo un’icona della geografia produttiva italiana”.
Nel 2021 è stato elaborato un progetto di rigenerazione del manufatto, finalizzata al riuso degli spazi interni e alla riqualificazione urbana, nell'ambito dei contributi del PNRR, per cui il Comune di Casale è risultato assegnatario del contributo richiesto.
Furnasetta

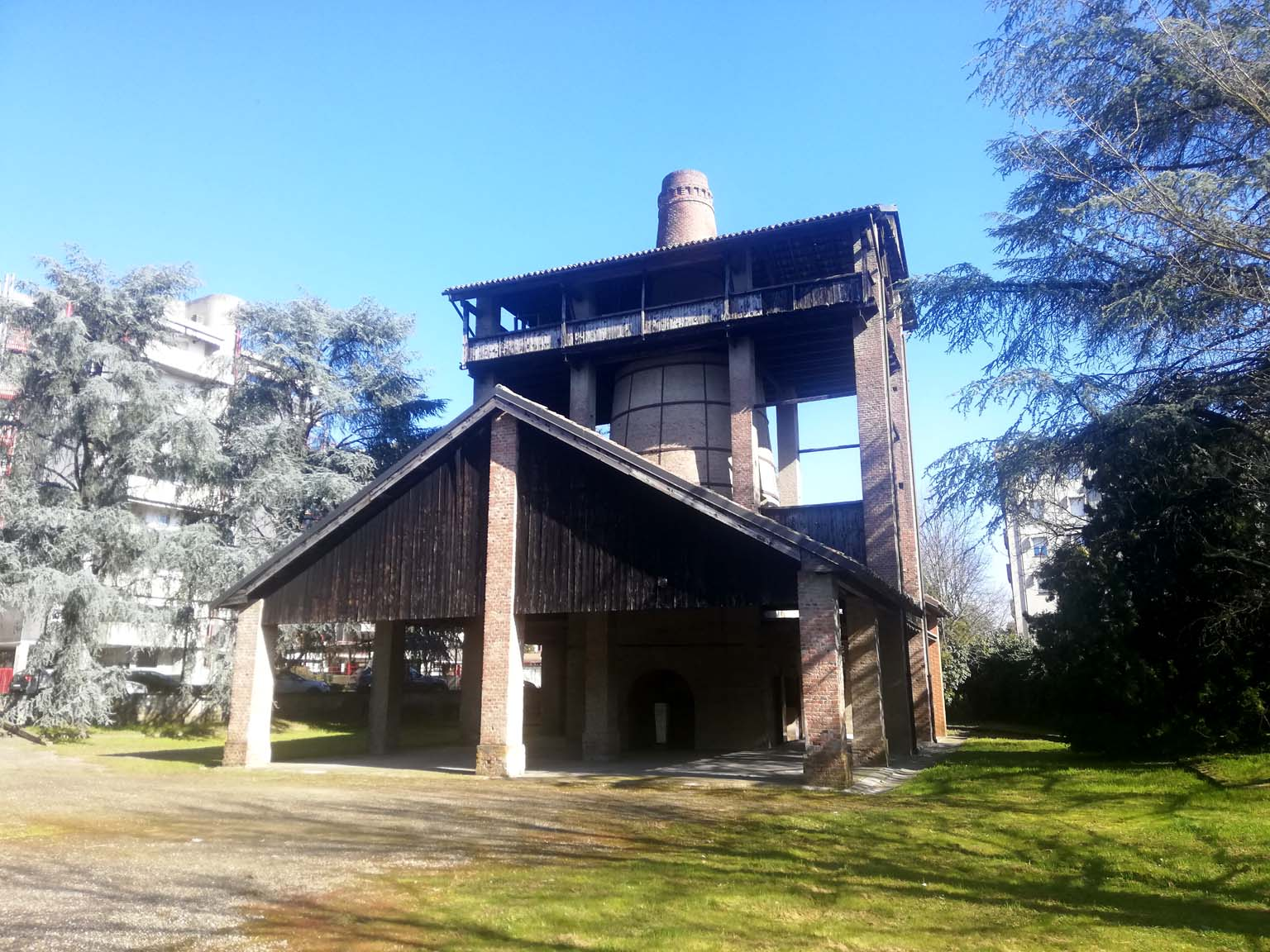
La Furnasetta

È un forno verticale “a tino” in mattoni costruito nel 1872 dal geom. Luigi Marchino per la cottura della calce. Nel 1912 fu adattato alla produzione di cemento Portland naturale su progetto dell’ingegnere Giovanni Sisto Eccettuato. È l’ultima testimonianza rimasta dell'antico opificio di Viale Priocco fondato nel 1872 dalla Ditta Marchino e C. per la produzione della calce e per la fabbricazione dei laterizi. Nel 1878 fu avviata la fabbricazione del cemento: l’opificio venne trasformato in un grande stabilimento.
All'interno della fabbrica c'era la sede aziendale, che venne mantenuta anche nei decenni seguenti: il 1 Gennaio 1933 furono incorporate le attività industriali della Unione Italiana Cementi, società controllata dalla I.F.I. della famiglia Agnelli; nel 1969 la denominazione sociale Unione Cementi Marchino venne modificata in Unicem (Unione Cementerie Marchino ed Emiliane e di Augusta SpA). Negli anni '60 venne fermata l'attività produttiva, gli impianti furono smantellati ad eccezione della Furnasetta e della palazzina degli uffici: l'area venne urbanizzata. Fra il 1997 e il 1999 venne avviato e concluso il processo di incorporazione della Unicem nella Cementi Buzzi: il gruppo Buzzi Spa è l'attuale proprietario dell'area.
Centrale di sollevamento del Canale Lanza
Fu realizzata nel 1882 nel quartiere Ronzone su progetto dell'ingegnere Giovanni Sacheri e del direttore dei lavori Geometra Paolo Gaudio, responsabile del Consorzio Irriguo Valentino e San Germano, per l’irrigazione di circa 800 ettari di terreno a sud dell’abitato di Casale. È una costruzione singolare, soprattutto per il ponte canale posto nella parte posteriore. L’acqua, prelevata dal Canale Lanza ed immessa nel seminterrato, azionava due turbine che muovevano due pompe: la prima sollevava nel ponte canale 200 litri di acqua al secondo ad una prevalenza di 9,75 metri, la seconda immetteva 80 litri al secondo nella fognatura comunale per la pulizia. L’acqua in eccesso veniva inviata nel Po a mezzo di una galleria lunga 300 metri. Nel 1953 venne installata una nuova pompa centrifuga accoppiata ad una turbina Francis ad asse orizzontale. L’impianto restò attivo fino al 1976 ed il Consorzio fu attivo fino al 31 dicembre 1981. Nella parte retrostante l'edificio si notano i resti del binario industriale del 1899-1901 che proveniva dalle miniere di marna da cemento di Coniolo e Rolasco e che permetteva l'approvvigionamento delle cementerie di Casale.
Il manufatto è vincolato dal Ministero della Cultura con provvedimento D.D.R. 13/6/2008. Fu acquistato dal Comune di Casale Monferrato con l’intento di procedere ad un restauro conservativo e al conseguente riuso, realizzati nel 2017 su iniziativa dal Collegio dei Geometri di Casale Monferrato che utilizza il piano intermedio come sede di rappresentanza. All'interno è stato realizzato un museo dedicato alle risorse idriche e alla sostenibilità ambientale, un centro di interpretazione della memoria industriale composto da un percorso interattivo e da contributi scientifici.

### Altro

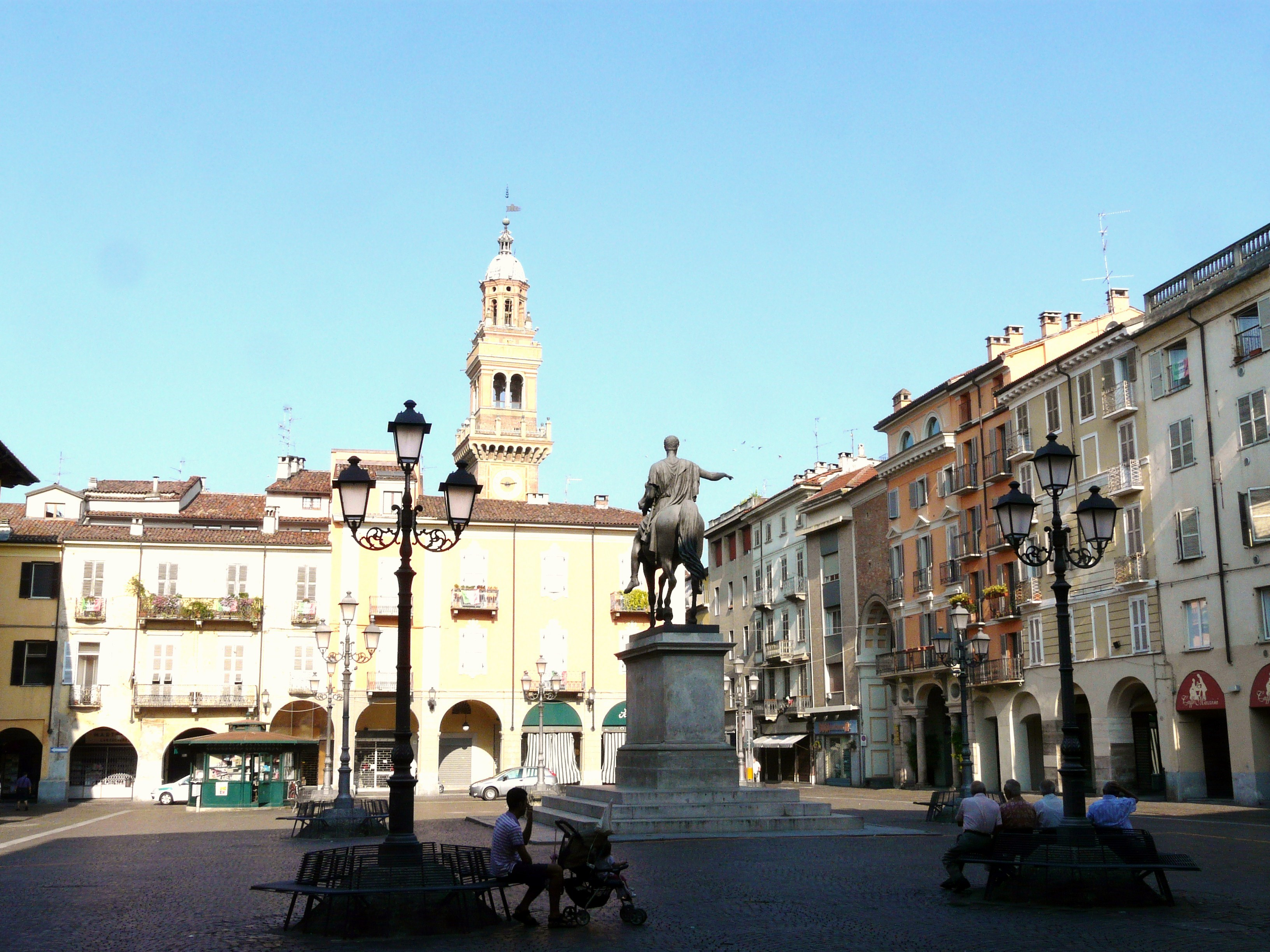
Piazza Mazzini
È uno dei luoghi più antichi della città, forse risalente all'epoca romana, poiché è il punto di incrocio di via Saffi, via Duomo, via Roma e via Lanza. Durante il Medioevo questa piazza, chiamata all'epoca piazza del Comune, era il centro della vita politica e commerciale del borgo. Nel corso dei secoli, oltre a cambiare diversi nomi (da piazza del Comune divenne, durante la dominazione napoleonica, place de la Reunion, poi piazza Carlo Alberto, e infine piazza Mazzini) ha subito numerose modifiche che ne hanno alterato l'aspetto originale, specie dopo i lavori eseguiti nell'Ottocento. La piazza è caratterizzata dalla presenza, al centro, del monumento equestre a Carlo Alberto (Abbondio Sangiorgio, 1843), dai portici che la circondano quasi interamente, e dalla porta omonima rinascimentale.

### Siti archeologici
Casale non ha sul suo territorio siti archeologici; tuttavia in varie zone della città e dell'agro, nel corso degli anni, sono emersi numerosi reperti archeologici come monete, vasi, necropoli, iscrizioni funerarie, la cosiddetta Tavola Bronzea (che riporta l'antico nome della città, Vardacate), resti di fortificazioni, databili dall'età romana al Medioevo.
Nel 1994 nel territorio del confinante Comune di Morano sul Po è stata localizzata una Necropoli dell'Età del Bronzo finale. Dal 1995 al 1998 il sito è stato oggetto di indagini archeologiche finanziate del Ministero per i Beni Culturali e Ambientali. Le campagne di scavo sono state accompagnate da studi multidisciplinari e dalla realizzazione di una mostra presso il Museo Civico di Casale Monferrato e dalla edizione dei relativi atti.

### Aree naturali
Giardini pubblici

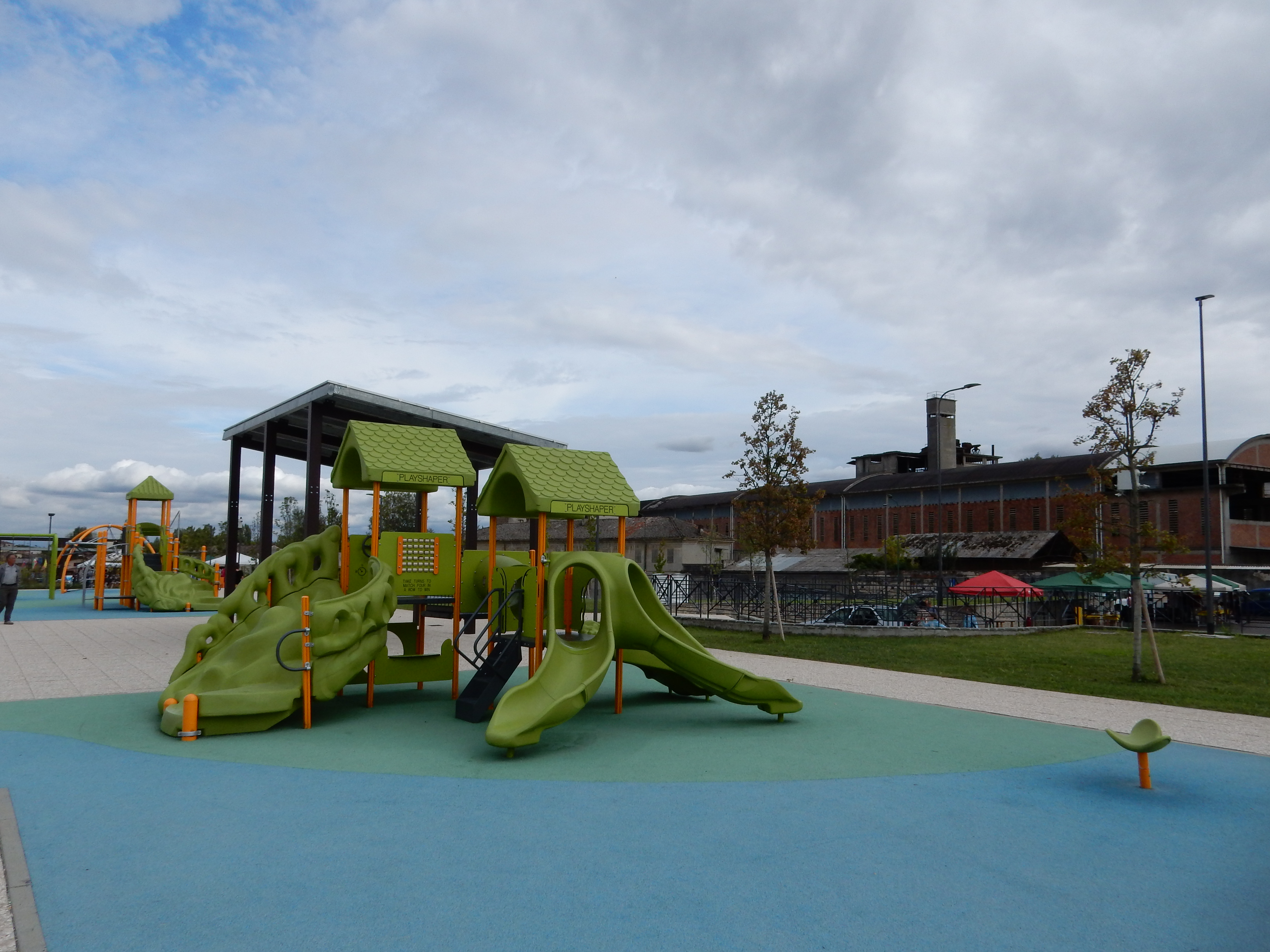
Il "Parco ETERNOT"

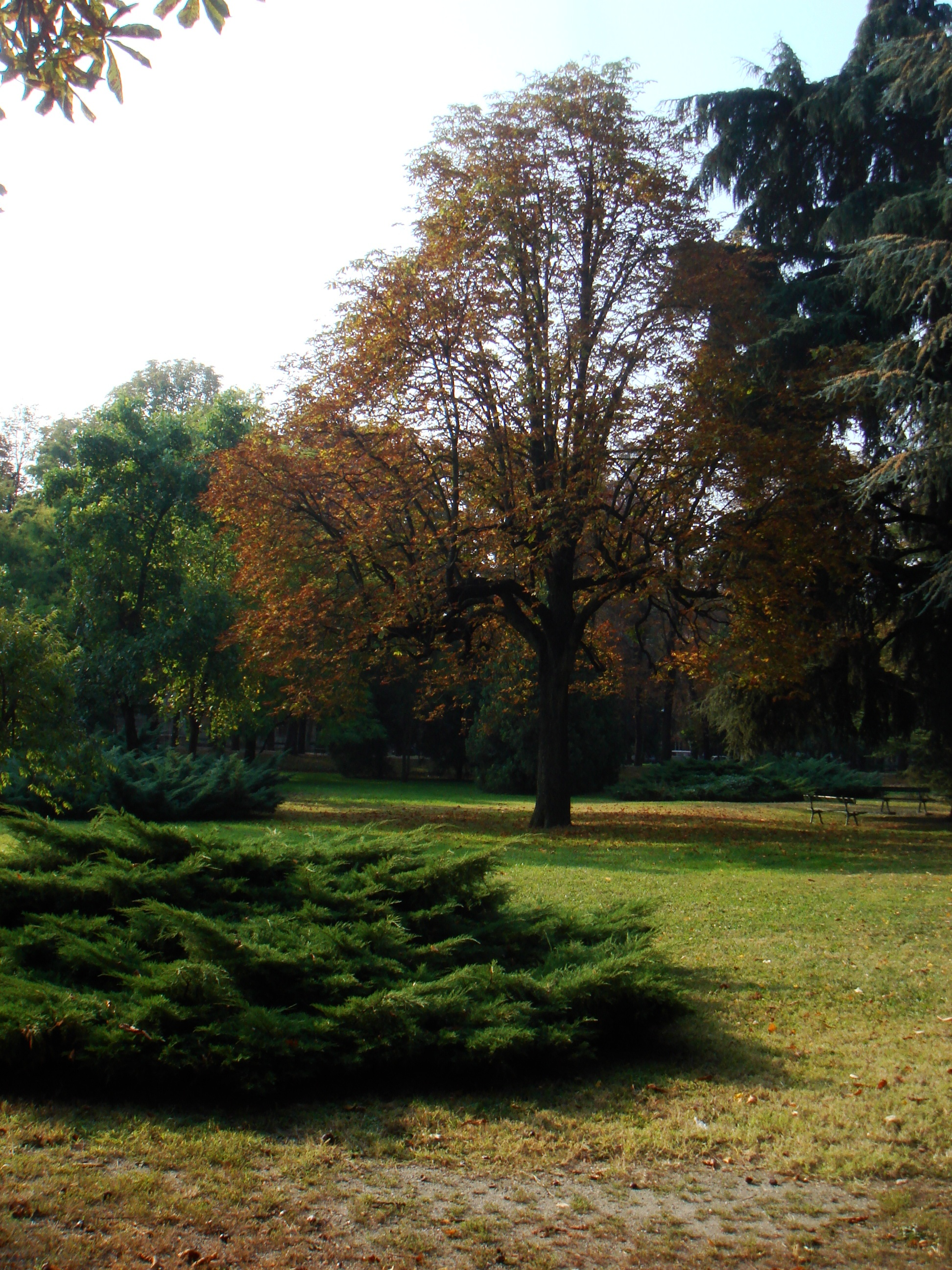
Vista dei giardini pubblici

Importante area verde all'interno della città sono i giardini pubblici, situati tra viale Montebello e la stazione ferroviaria, estesi su una superficie di circa 90.000 metri quadrati. Fin dal Settecento questa zona fu oggetto di rimboschimento, per iniziativa del marchese Alessandro Vincenzo d'Ormea, governatore dell'epoca, che, dopo aver ottenuto l'approvazione da parte di Carlo Emanuele III, diede ordine di piantare un migliaio di alberi ad alto fusto. nell'Ottocento, il comune acquistò altre zone circostanti, allargando e ristrutturando i giardini. I giardini furono dotati di estesi manti erbosi, 600 alberi ad alto fusto, 500 cespugli e 800 pianticelle di boschina (tra le quali piree, ligustrum, envoymus, pyracantha).
Durante il Novecento all'interno del parco trovarono posto anche alcune sculture, come il monumento ai Caduti (1929), caratterizzato dalle sculture in bronzo raffiguranti la Primavera italica e del Fante, opera di Leonardo Bistolfi. Il parco annovera numerose specie di alberi e piante: gli alberi più numerosi sono gli ippocastani, ma sono presenti anche esemplari di Albizzia, Olmo, Maclura pomifera, Tiglio, Liriodendron, Magnolia, Platano, Betulla, Quercia, Faggio, Ginkgo biloba e Davidia involucrata.
Area Attrezzata Sponde fluviali di Casale Monferrato
Nata nel 1911, questa area naturale si estende su 119 ettari. Tra le specie ittiche che occupano la zona vi sono la trota marmorata, lo storione e il temolo. A seguito dell'alluvione del 2000, è in corso un'opera di sistemazione delle sponde.
Parco Eternot
Nel quartiere Ronzone, sull'area dell'ex stabilimento dell'Eternit, ormai demolito, si sviluppa il parco Eternot.
L'area verde, con parco giochi, arena, vivaio, percorso ciclabile e podistico, ricorda le vittime dell'amianto nella cittadina casalese ed è stata inaugurata il 10 settembre 2016.

## Società

### Evoluzione demografica
Abitanti censiti

### Etnie e minoranze straniere
Le nazionalità maggiormente rappresentate in base alla loro percentuale sul totale della popolazione residente erano al 31 dicembre 2024:
- Albania, 1095
- Romania, 693
- Marocco, 430
- Moldavia, 217
- Cina, 193
- El Salvador, 244
- Nigeria, 151
- Ucraina 135
- Egitto 75
- Turchia 55
- Senegal 44
- Filippine 25

### Lingue e dialetti
Il dialetto parlato a Casale fa parte della lingua piemontese. Nel duomo, sul sarcofago contenente le reliquie di sant'Evasio, è incisa una delle più antiche attestazioni del piemontese e in generale di volgare in Italia: QUALELARCADESANVAX, da leggere Qua l'è l'arca de San Vax, è l'arca di sant'Evasio. Tuttavia, come tutti i dialetti della zona del Monferrato, riceve numerose influenze liguri, lombarde e anche straniere.

### Religione
La religione più diffusa tra gli abitanti di Casale è il cristianesimo, soprattutto con la sua confessione cattolica. La città è sede vescovile dal 1474, quando, con una bolla, papa Sisto IV eresse la diocesi; questa si estende su 970 chilometri quadrati ed è suddivisa in 115 parrocchie. Il territorio comunale, invece, è suddiviso in 16 parrocchie (la più grande delle quali è la parrocchia del Sacro Cuore di Gesù, con 6 080 abitanti).
Tuttavia sono presenti molteplici minoranze, sia di antica origine come quella ebraica, sia dirette conseguenze dell'immigrazione recente come quella islamica che dispone di un proprio centro islamico in piazza d'Armi 8 oppure la ortodossa con la sua Chiesa ortodossa moldava- rumena.
La Comunità ebraica di Casale Monferrato seppure sia di ridotte dimensioni, ha avuto parte importante nella storia della città e in generale del Basso Monferrato, dove un'altra comunità fiorì a Moncalvo.
Presenti in città anche i Testimoni di Geova e i pentecostali delle Assemblee di Dio in Italia che hanno anche un proprio luogo di culto. È inoltre presente in città una Sede dell'Associazione Archeosofica nella quale si studia archeosofia e si tengono conferenze, gruppi di studio, approfondimenti ed è permanente il laboratorio di pittura iconografica nel quale si può imparare a dipingere un'icona e studiarne il simbolismo tradizionale.

### Istituzioni, enti e associazioni

#### Sanità
Casale rientra nel distretto ASL di Alessandria, che conta sette ospedali sul suo territorio.
Uno di questi è l'ospedale Santo Spirito, situato in Viale Giolitti al numero 2, avente 231 posti letto e formato dai seguenti reparti: Anatomia patologica, Anestesia e Rianimazione, Cardiologia, Chirurgia, Dermatologia, Diabetologia, Dietologia clinica, Farmacia ospedaliera, Immunoematologia e Trasfusionale, Laboratorio analisi, Malattie Infettive, Medicina interna, Medicina e Chirurgia d'Accettazione e d'Urgenza DEA - Pronto Soccorso, Nefrologia e Dialisi, Neurologia, Neuropsichiatria infantile, Oculistica, Odontostomatologia, Oncologia, Ortopedia e Traumatologia, Ostetricia e Ginecologia, Otorinolaringoiatria, Pediatria, Pneumologia, Psichiatria SPDC, Radiologia, Recupero e Rieducazione Funzionale, Fisiatria, Senologia, Terapia del dolore, Urologia.

## Cultura

### Istruzione

#### Scuole
- Raffaele Jaffe: Scuola Professionale per i Servizi Commerciali.
- Istituto Artusi (Privato): Istituto Professionale dei Servizi per l'enogastronomia e l'ospitalità alberghiera. Legalmente riconosciuto D.D.M.M. 30.05.85 - 02.04.87 - 29.08.94 Paritario D.D.M.M. 02.08.02 - 19.09.14. Chiusa definitivamente nel 2023
- V. Luparia: Scuola Tecnica Agraria.
- Cesare Balbo: Liceo Classico, Liceo Linguistico, Liceo delle Scienze Umane (con opzione Economico-sociale), Liceo Artistico
- Istituto Tecnico Leardi: Geometra, Grafica Pubblicitaria, Ragioneria, Impresa Turistica; la scuola è nota per essere stata la culla della squadra di calcio di Casale Monferrato: il 18 dicembre 1909 nell'aula 1 grazie a Raffaele Jaffe vi fu fondata la squadra che nella stagione 1913-1914 avrebbe vinto lo scudetto
- Natale Palli: Liceo scientifico.
- Ascanio Sobrero: Liceo delle scienze applicate, Liceo scientifico ad indirizzo sportivo, Perito: Chimico, Meccanico, Elettronico, Informatico, Logistico
- Alba Nuova: Liceo Artistico, Tecnico Aeronautico (privato).
- Centro Studi Galileo: Scuola tecnica nell'energia, freddo e condizionamento (privato).

### Biblioteche
La più importante biblioteca cittadina è la Biblioteca civica Giovanni Canna: sorta grazie ad abbondanti donazioni susseguitesi nel corso degli anni, fu aperta al pubblico il 1º dicembre 1927. Dal 1970 la biblioteca è ubicata all'interno di Palazzo Langosco, e offre numerosi servizi agli utenti.
In città sono inoltre presenti la Biblioteca delle Ragazze e dei Ragazzi "Emanuele Luttazzi", la Biblioteca del Seminario Vescovile fondata nel 1738, quella dell'Archivio Capitolare e infine la Biblioteca dell'Istituto Sperimentale per la Pioppicultura.

### Musei
- Museo Civico Pinacoteca: Il percorso di visita alla Pinacoteca si articola lungo diciotto sale poste al primo piano dell'ex convento agostiniano di Santa Croce. La collezione, nata grazie alla volontà e al lascito della contessa Clara Leardi, si è costituita attraverso donazioni, acquisizioni e depositi a partire dalla seconda metà dell'Ottocento. Rappresentativa della cultura figurativa casalese, testimonia la ricchezza storico-artistica del territorio e dimostra il ruolo centrale occupato a lungo dalla città di Casale nel panorama nazionale ed internazionale. Fanno parte della collezione opere di pittura su tela, su tavola, su vetro e su specchio; ceramiche, sculture lignee e lapidee, alcuni argenti, la raccolta di onorificenze di Giovanni Lanza, due paliotti in seta e un arazzo fiammingo: tipologie molto diverse tra loro, che coprono un arco temporale dalla fine del Trecento alla fine dell'Ottocento.
- La Gipsoteca (dal greco antico Gypsos, gesso) di Leonardo Bistolfi (Casale Monferrato, 1859 - La Loggia, Torino 1933), ospita, al pian terreno del Museo Civico, oltre centosettanta opere tra terrecotte, disegni, plastiline, bozzetti e modelli in gesso, alcuni marmi e bronzi donati in gran parte dal banchiere casalese Camillo Venesio (1958) e integrati, in seguito, con donazioni e opere in deposito. Tali materiali permettono di comprendere le diverse fasi del procedimento artistico di Bistolfi, uno dei maggiori interpreti, a livello internazionale, del Simbolismo: dal bozzetto in terracotta in cui lo scultore fissava con immediatezza la prima intuizione, al successivo bozzetto in gesso, al modello definitivo che concretizzava l'idea finale e costituiva l'effettiva realizzazione dell'opera, prima della sua trasposizione in marmo e bronzo. Le opere esposte documentano l'articolato percorso artistico di Bistolfi: dagli esordi che lo legano alle esperienze lombarde coeve della Scapigliatura - Gli amanti (1883) - intervallate da piccoli gruppi di gusto verista - Il boaro (1885) - fino all'elaborazione di un linguaggio proprio, in cui figura e simbolo daranno vita a una personalissima poetica che troverà riscontro in numerose committenze private e pubbliche, molte di queste legate alla scultura funeraria e celebrativa. Sarà La sfinge (1890) per il Monumento funerario Pansa di Cuneo a consacrarlo scultore simbolista, a cui seguiranno opere memorabili come Il dolore confortato dalle memorie (1898) o Il funerale di una vergine (1899) o ancora Resurrezione (1902) e La Croce (1899). Ma di Bistolfi sono altrettanto noti i monumenti celebrativi, realizzati per Giovanni Segantini (1899), Giuseppe Zanardelli (1908), Cesare Lombroso (1921), Giosuè Carducci (1908-1928) e quelli per Giuseppe Garibaldi (1908 e 1928), a cui si aggiungono numerosi ritratti e targhe commemorative.
- Museo Ebraico: allestito all'interno del matroneo della Sinagoga, e in alcune stanze adiacenti, contiene numerosi argenti, tessuti e oggetti appartenuti alla comunità ebraica casalese.[127]
- MU.DI Museo Dinamico Geometrie dell'Acqua: è allestito all'interno della Centrale Idraulica di Sollevamento dell’ex Consorzio Irriguo Valentino – San Germano, progettata e realizzata tra il 1880 e il 1885 nel quartiere industriale di Borgo Ronzone. Si tratta di un percorso culturale interattivo dedicato alla storia industriale e alla sostenibilità ambientale, che guida i visitatori in un viaggio nel tempo e nella scienza proponendo momenti di riflessione sull’impatto ambientale e sui cambiamenti climatici.[128][99]

Casale fa inoltre parte dell'Ecomuseo delle terre d'acqua.

### Media

#### Stampa
- Casale News, quotidiano di informazione online di Casale e del Monferrato.
- Il Monferrato, bisettimanale d'informazione della città.
- La Vita Casalese, settimanale d'informazione e di opinione della diocesi di Casale Monferrato.

#### Radio
- Radio Mondo, Radio VanD'A

#### Editoria
- Edizioni Piemme (1982-2003)
- Edizioni Sonda (2002-2018)

## Gastronomia e tradizioni locali

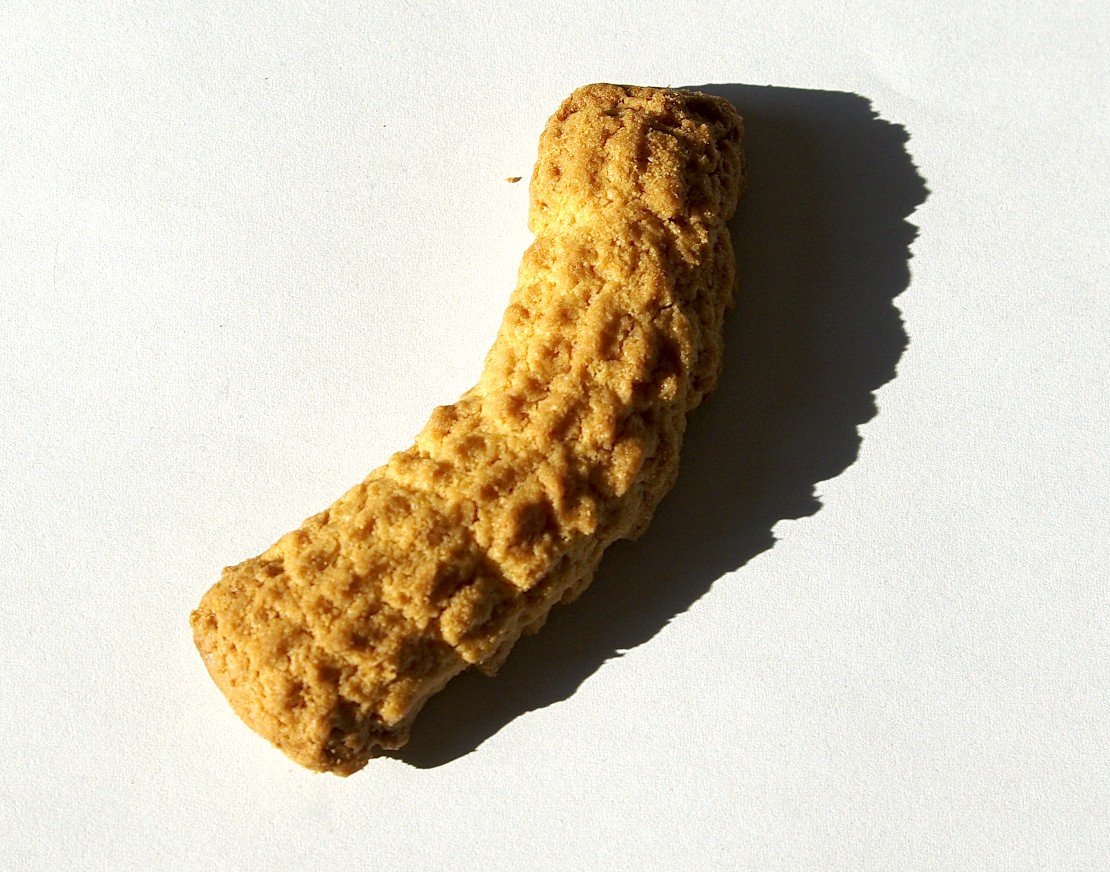
Il Krumiro, il famoso biscotto locale.

### Prodotti tipici
Il Monferrato Casalese è una terra ricca di prodotti enogastronomici, oltre al vino e ai distillati, molti dei quali sono riconosciuti come DeCo (denominazioni comunali) e che rappresentano i piatti forti nelle Sagre e Feste che si svolgono durante tutto l'anno.
Presso le aziende agricole del territorio è possibile degustare ed acqustare i prodotti genuini del territorio, come il riso, la Muletta (salame tipico), formaggi, miele, dolci, nocciole, marmellate, succhi di frutti e molto altro.
Tra i piatti tipici da degustare a pranzo o cena presso agriturismi e ristoranti locali, figurano i tartufi, gli agnolotti, il fritto misto, la Bagna Cauda (salsa a base di acciughe ed aglio da accompagnare a verdure), il bollito con il tris di bagnetti. Tra i dolci i famosi krumiri e il bunet.
La DE.CO. è il marchio Comunale che certifica la provenienza di un determinato prodotto (del comparto enogastronomico o artigianale) da un determinato territorio. Tra i prodotti che hanno ottenuto questo riconoscimento: i krumiri rossi e gli agnolotti della torre, di Casale M.to; il tirà a Mirabé ed il ragù di lumache chiocciole di Mirabello M.to; gli agnolotti di Pontestura; la giardiniera e il friciulin cun al surcli e la tora di Vignale M.to.

### Vino
Nel territorio comunale di Casale e nei comuni collinari monferrini circostanti vengono prodotti vini a DOC e DOCG. Fra le principali e tipiche denominazioni ci sono:
- Barbera Del Monferrato
- Barbera Del Monferrato Superiore
- Grignolino Del Monferrato Casalese
- Monferrato Casalese Cortese
- Monferrato Freisa
- Monferrato Dolcetto
- Piemonte Bonarda

### Eventi
Tra gli eventi più significativi che si svolgono a Casale, vi sono:

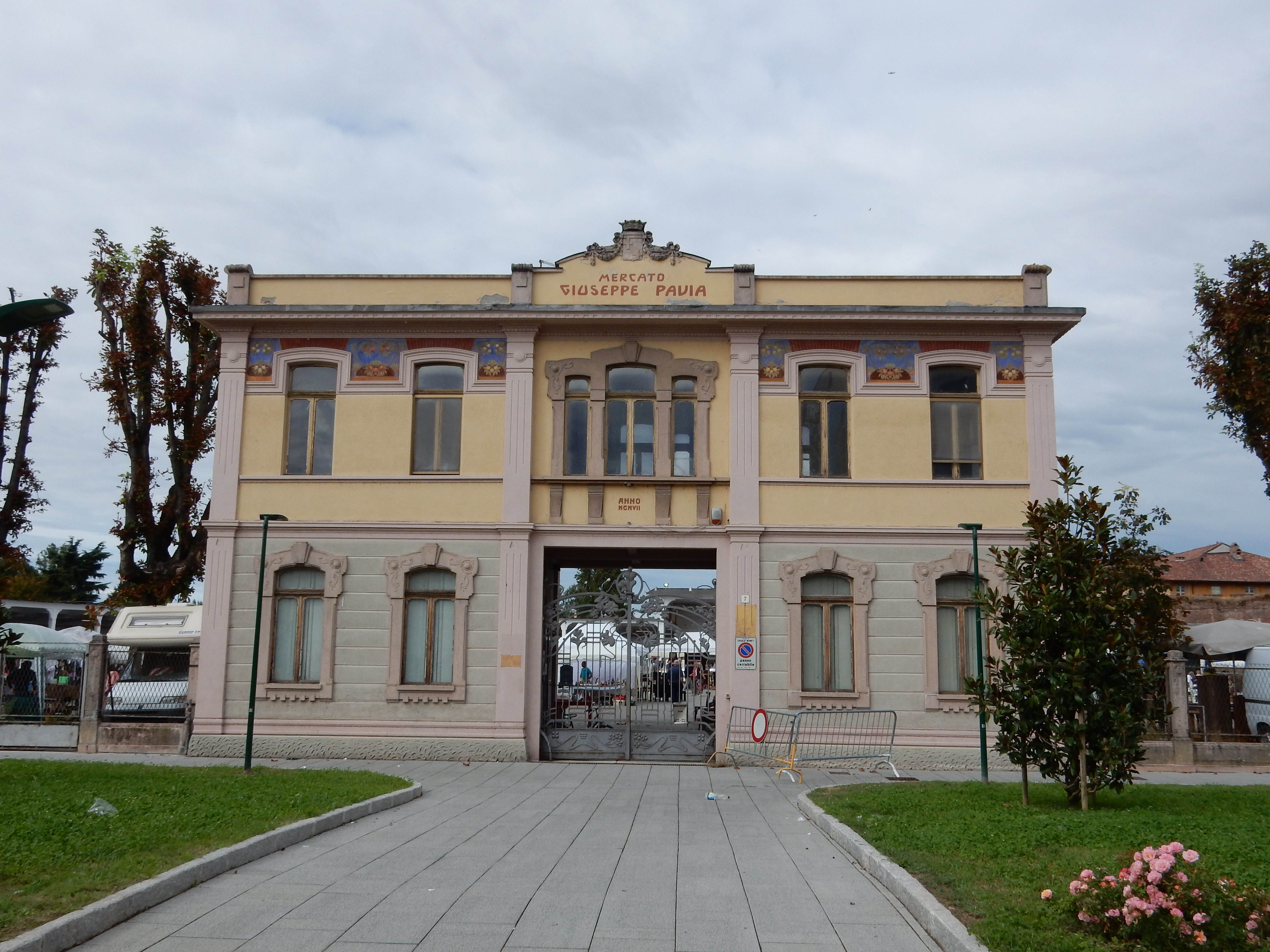
Mercato Luigi Pavia, dove si svolge il Mercato dell'Antiquariato

- Fiera di San Giuseppe (intorno a metà marzo)
- Golosaria (intorno a metà aprile)[130]
- Riso&Rose (quarto fine settimana intorno a maggio)[131]
- Festa del Vino e del Monferrato (per due week-end intorno a metà settembre)[132]. Un tempo conosciuta come Festa dell'Uva
- Mercato dell'antiquariato (seconda domenica di ogni mese e sabato che la precede)
- Casale Città Aperta (seconda domenica di ogni mese e sabato che la precede, monumenti aperti e visita guidata gratuita)[133]
- Il Paniere (3º sabato del mese, mercatino di prodotti biologici e gastronomia)[134]
- Casale Comics&Games (terzo weekend di Giugno, fiera del gioco e del fumetto che si svolge al Castello dei Paleologi).
- MonJF _ Monfrà Jazz Fest (Festival Jazz che coinvolge tutto il territorio del Monferrato e coinvolge la città nei mesi di giugno e settembre).

## Geografia antropica

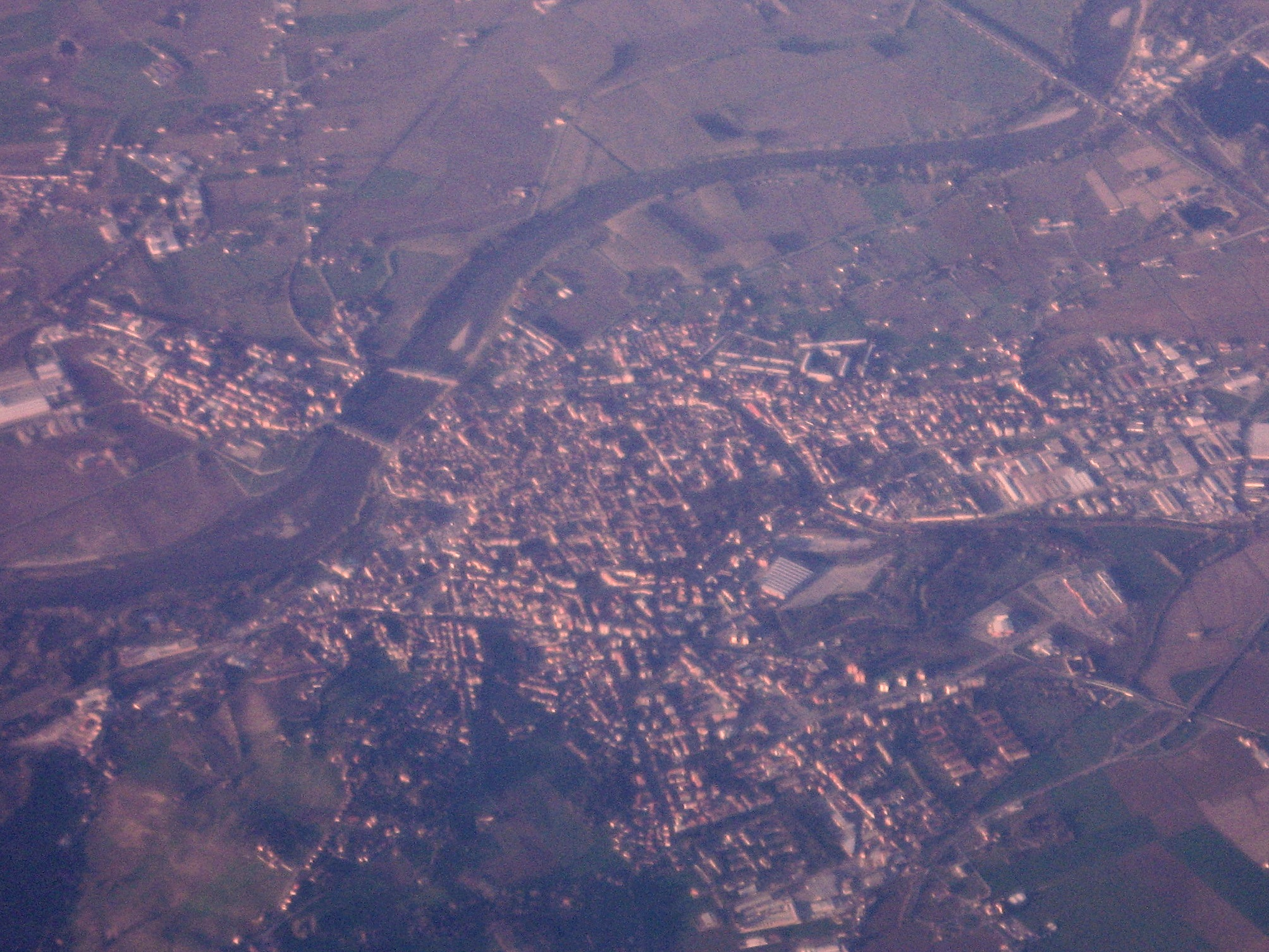
Foto aerea su Casale

### Urbanistica
Le varie tappe dello sviluppo urbano di Casale si possono distinguere osservando la densità edilizia. Nella parte più antica della città, infatti, gli edifici assumono una conformazione fitta e irregolare, mentre nella zona del cantone Brignano (più recente) si osserva un'urbanistica più geometricamente definita. Il castello in principio viene isolato dal resto centro abitato, a causa degli eventi storici che nel corso dei secoli hanno segnato la città, collegato successivamente al resto del tessuto urbano dalle vie Garibaldi, Torino e Trevigi, sulle quali si affacciano alcuni dei più importanti palazzi e monumenti cittadini.

### Frazioni
Il comune di Casale Monferrato comprende nove frazioni:
- Cerreto[138]
- Popolo[139]
- Rolasco[140]
- Roncaglia[141]
- San Germano[142]
- Santa Maria del Tempio[143]
- Terranova[144]
- Torcello[145]
- Vialarda[146]

## Economia

### Agricoltura
Casale è situata in un'area pianeggiante dove prevale coltivazione del riso, ma comprende anche una zona collinare dove hanno sede molte aziende produttrici di grandi vini come il Barbera, il tipico Grignolino del Monferrato Casalese, il Dolcetto, il Freisa, ecc.

### Industria
La zona di Casale Monferrato nel XIX sec. ha sviluppato l'attività di produzione della calce, diffusa fin dal Medioevo grazie alla presenza di cospicui giacimenti di calcare nelle colline circostanti. Nel 1836 venne approvato un regolamento comunale sulla produzione e vendita dei materiali da costruzione. Intorno al 1850 la città era dotata di quattro opifici. Altri centri produttivi erano presenti nel circondario: quattro a Pontestura e due ad Ozzano. Nel 1860 operavano a Casale otto ditte, di cui quattro producevano solo calce e quattro producevano calce e mattoni.
Lo sviluppo industriale avvenne a partire dal 1867 quando i fornaciai locali si unirono in una società di fatto, formalizzata nel 1873 come “Società Anonima Fabbrica Calci e Cementi di Casale”, e in seguito al 1876 quando il pontesturese Giuseppe Cerrano, dopo anni di studi ed esperimenti, scoprì presso il proprio laboratorio di Borgo Ronzone (Via XX Settembre) che la marna dei colli casalesi poteva servire per la produzione del cemento.
La scoperta cambiò notevolmente l'economia del Monferrato casalese. Per tali motivi e per la ricchezza e la qualità delle marne Casale Monferrato è stata la prima città italiana ad aver sviluppato la produzione industriale del cemento.
In tale contesto fu rilevante l'opera avviata dal casalese Geom. Luigi Marchino, fondatore dell'omonima ditta e costruttore nel 1872 della fornace da calce “La Furnasetta”, modificata nel 1912 in forno da cemento.
Durante il corso del Novecento Casale Monferrato è stata uno dei maggiori centri italiani specializzati nella produzione cementiera. Attualmente vi ha sede la multinazionale Buzzi Spa.
La città vantava una notevole presenza di piccole e medie imprese, ma anche di grandi gruppi industriali come la Bistefani, una delle più importanti industrie dolciarie italiane,, la Cerutti, specializzata nelle macchine rotative, e la dismessa Eternit.
Negli ultimi venti anni si è consolidato il settore della logistica con la ditta BCUBE della famiglia Bonzano, il settore alimentare con la ditta Zerbinati, che ha avviato un moderno stabilimento dotato di tecnologie all’avanguardia per il taglio, la selezione, l’asciugatura ed il confezionamento di tutti i generi di verdura fresca, e il settore della refrigerazione, facendo diventare Casale Monferrato uno dei vertici del distretto dei frigoriferi industriali insieme a Ticineto e Quattordio. Rimangono a Casale oltre 10 aziende..
Il progetto Casale Capitale del Freddo si prefigge di portare formazione, un laboratorio ed un centro di ricerca nella città..

### Artigianato
Molto rinomata era in passato la produzione di strumenti musicali, come gli organetti. Importante è anche la lavorazione locale del ferro battuto, finalizzata soprattutto alla produzione di mobili.

## Infrastrutture e trasporti

### Strade
Casale Monferrato è servita dalla rete autostradale tramite la A26 (Genova Voltri - Gravellona Toce), con i caselli di pedaggio Casale Nord (situato nella frazione di Terranova) e Casale Sud (situato in Zona Industriale).
Inoltre Strade statali (SS457, SS31, SS596 dir), regionali (SR31) e provinciali (SP50, SP55) la collegano con i centri limitrofi.

### Ferrovie e tranvie

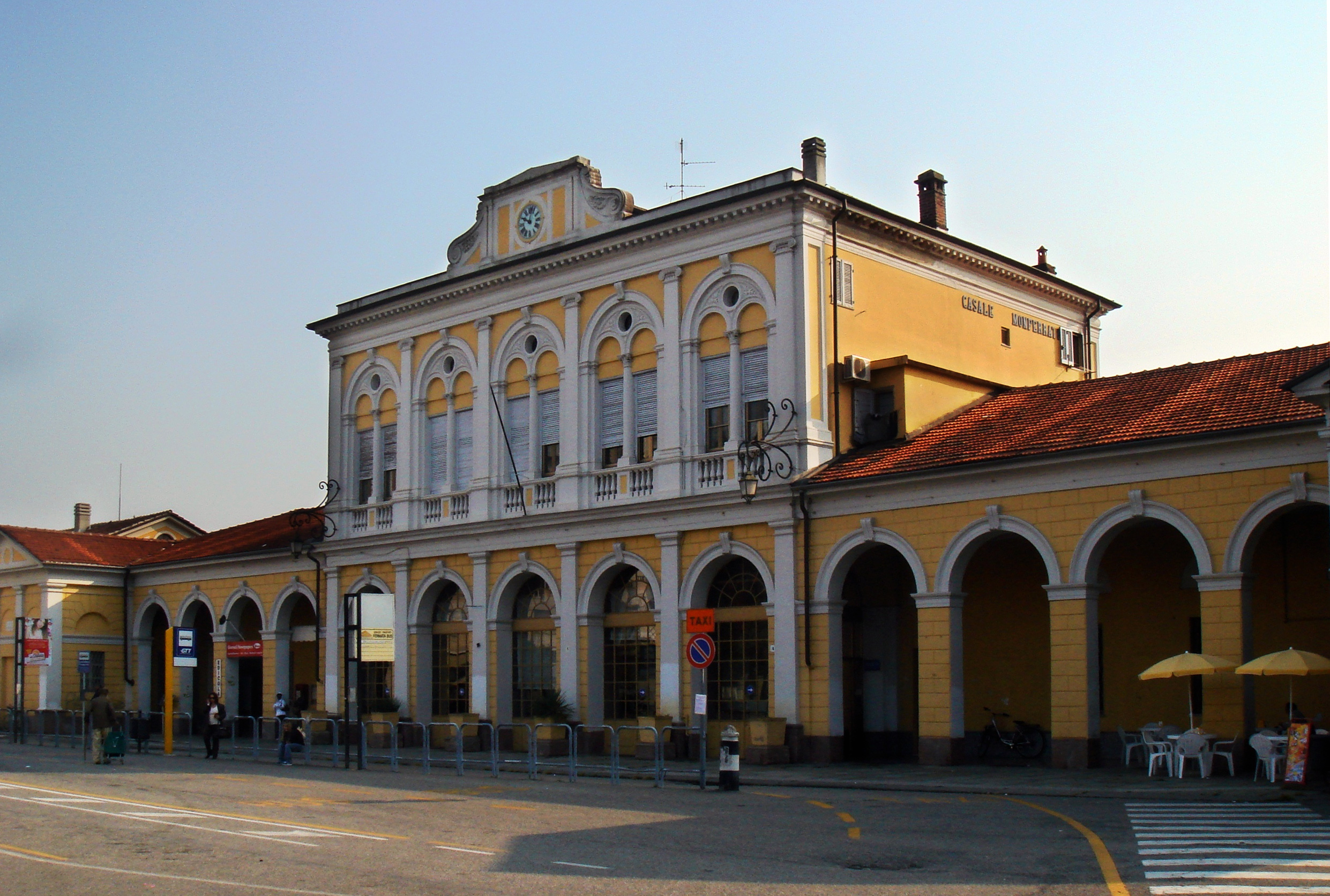
Stazione di Casale Monferrato

La stazione di Casale Monferrato è situata all'incrocio delle linee Chivasso-Alessandria e Mortara-Asti, sulla quale insisteva altresì la stazione di Terranova Monferrato a servizio dell'omonima frazione. La stazione di Casale è anche località di origine della ferrovia Vercelli-Casale Monferrato, sospesa al traffico dal 2012.
La stazione di Casale Popolo, disabilitata al traffico viaggiatori, è posta anch'essa lungo la Chivasso-Alessandria.
In passato la città rappresentava il capolinea delle tranvie Casale-Vercelli, Altavilla-Casale e Alessandria-Casale.

### Aeroporti
A sud della città è presente l'aeroporto Francesco Cappa, situato lungo la strada provinciale 31 del Monferrato (SP 31). La struttura è dotata di una pista in erba lunga 1.150 m (TORA 880 m) con orientamento 18/36. L'aeroporto è stato affidato dall'ENAC - Ente Nazionale per l'Aviazione Civile in gestione alla S.A.M. - Società Aeroporto del Monferrato S.R.L. ed effettua attività secondo le regole e gli orari VFR.

### Mobilità urbana
All'interno del territorio comunale casalese il trasporto pubblico urbano è gestito dall'Azienda Multiservizi Casalese (AMC); il trasporto interurbano è svolto dalla STAC.

## Amministrazione
Di seguito è presentata una tabella relativa alle amministrazioni che si sono succedute in questo comune.
| Periodo         | Periodo        | Primo cittadino     | Partito                    | Carica  | Note    |
| --------------- | -------------- | ------------------- | -------------------------- | ------- | ------- |
| 12 gennaio 1988 | 27 giugno 1990 | Ettore Coppo        | Partito Comunista Italiano | Sindaco | [ 163 ] |
| 27 giugno 1990  | 24 aprile 1995 | Riccardo Coppo      | Democrazia Cristiana       | Sindaco | [ 163 ] |
| 9 maggio 1995   | 28 giugno 1999 | Riccardo Coppo      | Partito Popolare Italiano  | Sindaco | [ 163 ] |
| 29 giugno 1999  | 28 giugno 2004 | Paolo Mascarino     | Democratici di Sinistra    | Sindaco | [ 163 ] |
| 28 giugno 2004  | 22 giugno 2009 | Paolo Mascarino     | Democratici di Sinistra    | Sindaco | [ 163 ] |
| 22 giugno 2009  | 10 giugno 2014 | Giorgio Demezzi     | Il Popolo della Libertà    | Sindaco | [ 163 ] |
| 10 giugno 2014  | 27 maggio 2019 | Concetta Palazzetti | Partito Democratico        | Sindaco | [ 163 ] |
| 27 maggio 2019  | 9 giugno 2024  | Federico Riboldi    | Fratelli d'Italia          | Sindaco | [ 163 ] |
| 9 giugno 2024   | in carica      | Emanuele Capra      | Lega                       | Sindaco | [ 164 ] |

### Gemellaggi
- Trnava, dal 1967[165]
- Weinstadt, dal 2007[166]
- Pescara, dal 2009[167]
- Mantova, dal 2010[168]
- Argirocastro, dal 2010
- Roccapalumba
- Granadero Baigorria, dal 2020[169]

## Sport

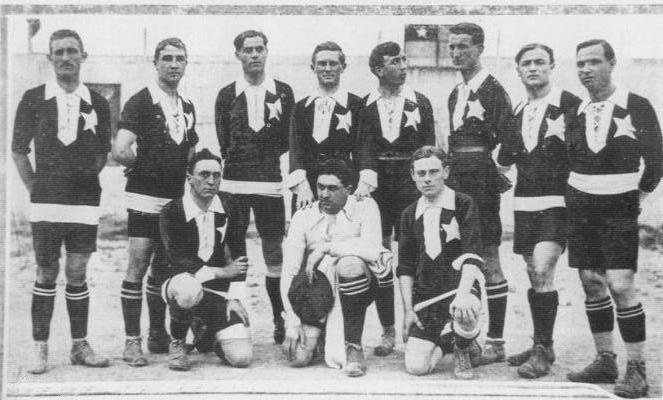
Il Casale campione d'Italia 1913-1914

### Calcio
In campo calcistico, Casale è rappresentata dal Casale fondato nel 1909. Nel 1913-14 questa squadra riuscì a vincere il campionato; negli anni successivi fu retrocessa dapprima in Serie B e poi ancora nella 3ª e 4ª serie nazionale. Il Casale disputa la stagione 2024-25 nel campionato di Promozione.
A Casale esiste una seconda squadra calcistica, la U.S.D. Junior Calcio Ponte Stura il cui impianto sportivo si trova a Oltreponte. La Junior Calcio milita, nella stagione 2019-20, nel campionato di Prima Categoria.
Nel 2014 si è aggiunta alle due note realtà cittadina una terza compagine sportiva. Denominata Stay o' Party, la neo-società disputerà per la prima volta un campionato federale, nella stagione 2019-20 iscritta al campionato di Prima Categoria, riprende nei colori sociali lo stemma cittadino, il giallo ed il rosso, l'impianto sportivo dove disputa le partite di campionato casalingo è quello della frazione di Casale Popolo, cantone Chiesa.

### Pallacanestro
La società storica della città è la Junior Casale Monferrato, squadra di basket, che al termine dell'entusiasmante stagione 2010/2011 di Legadue venne promossa in Serie A. Dopo un anno, la squadra retrocesse di categoria continuando a parteciparvi senza sosta fino alla stagione 2019/2020.
Nell'estate 2020 nasce la JB Monferrato che rileva il titolo sportivo della Junior Casale Monferrato per partecipare a partire dalla stagione sportiva 2020/2021 al campionato di Serie A2 Old Wild West - Girone Verde.

### Scherma
Il Club Scherma Casale viene fondato nel 1972 da alcuni giovani appassionati di scherma sotto la guida del Maestro Pasquale Ippolito che ne regge le sorti per circa un ventennio. Il Club esordisce a Roma nel 1974 nella fase nazionale dei Giochi della Gioventù aggiudicandosi la medaglia d'argento, riconquistata anche l'anno successivo con Gianni Ippolito.
Nel 1975 vince il suo primo titolo regionale.
Sia la squadra femminile che la maschile militano nella serie A2 di spada nazionale.
Nel 2011 Lorenzo Buzzi conquista il mondiale cadetti di spada maschile e Sara Carpegna il mondiale militare di spada femminile.

### Ciclismo
Nel 1962 Casale Monferrato è stata sede di arrivo della 17ª tappa del Giro d'Italia vinta da Armando Pellegrini.

### Motociclismo
Nell'anno 1922 è nato l'Auto Motoclub Casale, ora Moto Club Italo Palli; nel 1966 è stato costruito il campo da cross Belvedere e su di esso si sono svolte diverse manifestazioni internazionali; nell'anno 1975 prova del Campionato Mondiale di cross classe 500, nel 1976 una prova di campionato europeo di sidecarcross e nel 1981 una prova della Coppa delle Nazioni con la partecipazione, per la prima volta nella storia, di piloti cinesi su moto italiane
il moto club Italo Palli è insignito di Medaglia d'Argento e Medaglia d'Oro CONI per meriti sportivi https://web.archive.org/web/20110909023234/http://www.motoclubpalli.it/index.htm
Nell'anno 2008 è nato il Motoclub Monferrato.
Negli anni ottanta è stato creato anche il Moto Club Ronzonese, poi diventato Centro Cross Casale.
Nel 2010 nasce il Motoclub Monferrato, originato da moltissimi fuoriusciti del moto club Italo Palli, ma che ricalca l'attività da esso svolta nel trentennio 1970/2000, ovvero gare di regolarità, enduro, cross, promozione dei giovani, convivialità e agonismo a tutti i livelli e per tutti. Nell'anno 2012 ha organizzato una gara di campionato italiano di mini-enduro.

### Tennis
Attività praticata presso i Circoli: Canottieri Casale e Nuova Casale. Sono presenti altri circoli sportivo come lo Sporting.

### Impianti sportivi
- PalaEnergica Paolo Ferraris
- Stadio Natale Palli
- Campo di motocross Belvedere (località Rolasco)
- Aeroporto Francesco Cappa (scuola di paracadutismo)